# Список минералов
Список минералов (минеральные виды и минералоиды) — перечень основных описанных и изученных минералов. Основан на публикации Комиссии по новым минералам, номенклатуре и классификации (подразделении Международной минералогической ассоциации).

## Описание
Список минеральных видов — это систематизированный перечень известных описанных минералов, их разновидностей и синонимов. Каждый минерал в этом списке имеет строго определённый химический состав и кристаллическую структуру, что отличает его от других природных химических соединений.
Ключевые особенности списка минеральных видов:
- Научно описанные в статьях минералы
- Минералы включённые в классификацию по химическому составу и структуре

В составленный алфавитный список минералов входит более 4880 минералов (по состоянию на 2024 год их более 5800).

## А
- Абелсонит NiC31H32N4
- Абенакиит Na26Ce6(SiO3)6(PO4)6(CO3)6(S4+O2)O
- Абернатиит K2[UO2] [AsO4]2·nH2O
- Абрамовит Pb2SnInBiS7
- Абсвюрмбахит CuMn6O8(SiO4)
- Абуит CaAl2(PO4)2F2
- Абхурит Sn21O6(OH)14Cl16
- Авантюрин SiO2
- Аваруит Ni2Fe ; Ni3Fe
- Авгит(Ca,Na)(Mg,Fe,Al,Ti)(Si,Al)2O6
- Авдонинит K2Cu5Cl8(OH)4·H2O
- Авериевит Cu6(VO4)2O2Cl2
- Авиценнит Tl2O3
- Авогадрит (K,Cs)BF4
- Аврорит(Mn2+,Ag,Ca)Mn34+O7·3H2O*
- Агаит Pb3Cu2+Te6+O5(OH)2CO3
- Агалит Волокнистый тальк (см. Тальк) Mg3[Si4O10](OH)2
- Агардит YCu3(AsO4)3(OH)63H2O
- Агат см. также Халцедон
- Агвиларит Ag4SeS
- Агреллит NaCa2Si4O10F
- Агриньерит K2Ca(UO2)6O6(OH)45H2O
- Адамин Zn2AsO4OH
- Адамсит-(Y) NaY(CO3)2·6H2O
- Адачиит CaFe2+3Al6(Si5AlO18)(BO3)3(OH)3(OH)
- Аделит CaMg[OH(AsO4)]
- Адмонтит Mg2[B3O5]4·15H2O
- Адраносит (NH4)4NaAl2(SO4)4Cl(OH)2
- Адрианит Ca12(Al4Mg3Si7)O32Cl6
- Адуляр см. Лунный камень (минерал)
- Аеругит Ni8,5(AsO4)2As5+O8
- Азовскит Fe33+(PO4)2(OH)3·5H2O
- Азопроит Mg2[(Ti,Mg),Fe3+]O2(BO3)
- Азурит Cu3(CO3)2(OH)2
- Айдырлит
- Айкинит PbCuBiS3
- Айоваит Mg4Fe3+(OH)8OCl·2-4(H2O)
- Акантит Ag2S(монокл.) см. Аргентит
- Акаогиит TiO2
- Акаганеит (Fe3+,Ni2+)8(OH,O)16Cl1,25·nH2O
- Акатореит Mn2+9Al2Si8O24(OH)8
- Аквалит (H3O)8(Na,K,Sr)5Ca6Zr3Si26O66(OH)9Cl
- Аквамарин Be3Al2Si6O18
- Акдалаит Al5O7(OH)
- Акимотоит MgSiO3
- Аклимаит Ca4[Si2O5(OH)2](OH)4·5H2O
- Акрохордит (Mn,Mg)4(AsO4)2(OH)4.4H2O
- Аксаит МgB6O105H2O
- Аксинит Ca2(Fe,Mn)Al2BSi4O15(OH)
- Акташит Cu6Hg3As5S12
- Актинолит Ca2(Mg,Fe)5Si8O22(OH)2
- Акуминит SrAlF4(OH)·H2O
- Алабандин MnS
- Алаит V2O5·H2O
- Алакранит As8S9
- Аламозит PbSiO3
- Аларсит Al(AsO4)
- Алебастр Мелкозернистый гипс (см. Гипс)
- Александрит Al2BeO4
- Александровит KCa7Sn2Li3Si12O36F2
- Алексит PbBi2Te2S2
- Алиеттит Ca0,2Mg6(Si,Al)8O20(OH)4·4H2O
- Аллабогданит (Fe,Ni)2P
- Аллактит Mn2+7(AsO4)2(OH)8
- Алланит (Ca, Ce, La, Y)2(Al, Fe)3(SiO4)3(OH)
- Алланпрингит Fe3+3(PO4)2(OH)3·5H2O
- Алларгентум Ag1-xSbx (x=0.09-0.16)
- Аллеганит Mn5(SiO4)2(OH)2
- Аллемонтит (As, Sb)
- Аллендеит Sc4Zr3O12
- Аллоклазит CoAsS
- Аллопалладий Pd {Cu, Hg, Ru, Pt}
- Аллориит (Na,K,Ca)24(Na,Ca)4Ca4(Si,Al)48O96(SO4)4(SO3,CO3)2(OH,Cl)2(H2O,OH)4
- Аллофан Al2O3·(SiO2)1.3-2·(2.5-3)H2O
- Аллохалькоселит Cu1+Cu2+5PbO2(SeO3)2Cl5
- Аллуайвит Na19(Ca,Mn2+)6(Ti,Nb)3Si26O74Cl·2H2O
- Алмаз C(куб.)
- Алсахаровит-Zn NaSrKZn(Ti,Nb)4(Si4O12)2(O,OH)4·7H2O
- Алтаит PbTe
- Алтисит Na3K6Ti2Al2Si8O26Cl3
- Алунит (K, Na)Al3(SO4)2(OH)6 {Ga}
- Алуноген Al2(SO4)3·17H2O
- Алуштит Na0,5(Al,Mg)6(Si,Al)8O18(OH)12·5H2O
- Алфларсенит
- Алфорсит
- Альбертшрауфит Ca4Mg(UO2)2(CO3)6F2 · 17H2O
- Альбит Na[AlSi3O8]
- Альванит
- Альвит см. Циркон {Hf, Re}
- Альгодонит
- Альдерманит
- Алькапарросаит
- Альмандин Fe3IIAl2(SiO4)3
- Альмарудит
- Альмейдаит
- Альперсит
- Альстонит BaCa(CO3)2
- Альтупит
- Альтхаузит
- Альфильдит
- Альфредштельцнерит
- Алюминий самородный
- Алюминит Al2(OH)4(SO)4·7H2O
- Алюминобарруазит
- Алюминококимбит
- Алюминокопиапит
- Алюминомагнезиогулцит
- Алюминомагнезиотарамит
- Алюминооттолиниит
- Алюминоселадонит
- Алюминотарамит
- Алюминоферробарруазит
- Алюминоцерит
- Алюминочермакит
- Алюмоаммонийные квасцы NH4Al(SO4)2·12H2O
- Алюмовинчит
- Алюмогидрокальцит
- Алюмокалиевые квасцы KAl(SO4)2·12H2O
- Алюмокатафорит
- Алюмоключевскит
- Алюмомагнезиогорнблендит
- Алюмонатриевые квасцы NaAl(SO4)2·12H2O
- Алюмоокерманит
- Алюморубидиевые квасцы RbAl(SO4)2·12H2O
- Алюмотантит
- Алюмотунгстит
- Алюмоферровинчит
- Алюмоферрогорнблендит
- Алюмоферрочермак
- Алюмохромит FeII(CrIII, Al)2O4
- Алюмоцезиевые квасцы CsAl(SO4)2·12H2O
- Алюодит Na2(Fe3+, Mn2+)3[PO4]3
- Амазонит (K,Na)AlSi3O8
- Амакинит
- Амарантит
- Амариллит
- Амблигонит LiAl(PO4)F {Na, OH}
- Амезит Mg2Al(AlSiO5)(OH)4
- Аметист см. Кварц (фиол.)
- Аметрин см. Кварц (2-цвет.)
- Аминовит
- Амичит
- Амминеит
- Аммониоалунит
- Аммониоборит
- Аммониолейцит
- Аммониоярозит
- Амсталлит
- Анальцим Na[AlSi2O6]·H2O
- Анандит (Ba, K)(Fe, Mg)3[(O, OH)2|(Si, Al, Fe)4O10]
- Анапаит Ca2Fe3+2[(PO4)2].4H2O
- Анатаз альфа-TiO2(тетр.) {Fe}
- Анатакамит
- Анаурипигмент
- Ангастонит
- Ангелеллит
- Ангидрит CaSO4
- Ангидрокаинит
- Англезит PbSO4
- Андалузит Al2(SiO4)O(ромб.)
- Андезин (Na,Ca)Al(Si,Al)3O8
- Андерсонит
- Анджелаит
- Андорит (AgIPbIISb3III)S6
- Андрадит Ca3Fe2Si3O12
- Андрейивановит FeCrP
- Андремейерит
- Андриановит
- Андросит
- Андуоит
- Анилит
- Анимикит (Ag, Sb)
- Анкангит
- Анкерит Ca(Mg, Fe) [СО3]2
- Анкилит
- Анкиновичит
- Аннабергит Ni(AsO4)2*8H2O
- Аннивит
- Аннит
- Аннолит см. Цоизит
- Аноит
- Анортит CaAl2Si2O8
- Анортоклаз (Na,K)AlSi3O8
- Анортоминасрагрит
- Анритермьерит
- Ансерметит
- Антарктицит
- Антигорит Mg6(Si4О10)
- Антимонит Sb2S3
- Антимонселит
- Антипинит
- Антитэнит
- Антлерит
- Антониит
- Антофиллит
- Антуанит
- Анюйит
- Апатит Ca3(PO4)3(Cl, OH, F) {Sr}
- Апачит
- Апджонит
- Апирит см. Рубеллит
- Апловит
- Апофиллит (K,Na)Ca4Si8O20(F,OH)·8H20
- Апуанит
- Аравайпаит
- Арагонит CaCO3
- Аракиит
- Арамайоит
- Араповит
- Аргентит Ag2S(ромб.)
- Аргентопентландит
- Аргентопирит
- Аргентотеннантит
- Аргентотетраэдрит
- Аргентоярозит
- Аргиродит (Ag8IGeIV)S6
- Аргутит
- Ардаит
- Ардеалит
- Арденнит
- Арзакит
- Арисит
- Арканит
- Арктит Na5BaCa7(PO4)6F3
- Аркубисит
- Армангит
- Армбрустерит
- Армолколит[англ.]
- Армстронгит
- Арнэмит
- Арроядит
- Арсенбракебушит
- Арсендеклуазит
- Арсениоплеит
- Арсениосидерит
- Арсенованмеершеит
- Арсеногаухекорнит
- Арсеногойяцит
- Арсеногопеит
- Арсеногорсейксит
- Арсеноклазит
- Арсенокрандаллит
- Арсеноламприт
- Арсенолит As2O3
- Арсенопалладинит Pd3As
- Арсенопирит FeAsS {Co, Ni}
- Арсеноураношпатит
- Арсеноуэйландит
- Арсенофлоренсит
- Арсенполибазит
- Арсентсумебит
- Арсенуранилит
- Артинит
- Артроит
- Артсмитит
- Артурит
- Арупит
- Арфведсонит NaNa2(Mg;Fe)4Fe(OH)2(Si4O11)
- Архбарит
- Арцрунит Cu4Pb2Cl6(SO4)(OH)2O·3H2O
- Арчерит
- Асбекасит
- Асбест см. Хризотил-асбест
- Асболан (FeII, CoII, CuII)Mn2IVO5 . 4H2O {Ni}
- Асисит
- Аскагенит
- Аспидолит
- Ассельборнит
- Астраханит Na2Mg(SO4)2·4(H2O)
- Астрофиллит (K,Na)3(Fe,Mn)7Ti2[Si4O12]2(O,OH,F)7
- Астроцианит
- Атабаскаит
- Атакамит Cu2Cl(OH)3
- Ателестит
- Атенсиоит
- Атласовит
- Атокит
- Аттаколит
- Аттикаит
- Атэнеит
- Аугелит
- Ауриакусит
- Ауривиллиусит
- Аурикуприд
- Аурипигмент As2S3
- Аурихальцит (Zn, Cu)5(CO3)2(OH)6
- Ауроантимонат
- Ауросмирид (Os, Ir, Au) {Ru}
- Ауростибит
- Аустинит
- Афвиллит (4·[Ca3Si2O4(OH)6])
- Афганит (Na, Ca, K)[(Al, Si)12O4]6(CO4, Cl, SO3)
- Афмит
- Афтиталит
- Ахейлит
- Ахоит (K,Na)Cu7AlSi9O24(OH)6·3H2O
- Ахроит см. Турмалины
- Ахтарандит
- Ахтенскит
- Ацетамид природный
- Ачавалит
- Ашамальмит
- Ашарит (минерал)
- Ашбуртонит
- Ашкрофтин KNaCaY2Si6O12(OH)10х4H2O или KNa(Ca, Mg, Mn)[Al4Si5O18]·8H2O
- Ашоверит

## Б
- Бабеффит
- Бабингтонит Ca2Fe2+Fe3+[Si5O14OH]
- Бабкинит
- Бавенит Са4[Be2Al2Si9O26](OH)2
- Багдадит
- Бадделеит ZrO2
- Баддингтонит
- Баженовит
- Базальтическая роговая обманка
- Базаномелан
- Баиянит
- Байерит
- Байлдонит
- Байлихлор
- Бакерит
- Баксанит
- Баланжероит
- Балифолит
- Балканит
- Балякинит
- Бамболлаит
- Бамфордит
- Банальсит
- Бандилит CuII[B(OH)4]Cl
- Баннерманит
- Баннистерит
- Баотит
- Барарит (NH4)2SiF6
- Баратовит
- Барахонаит
- Барбериит
- Барбертонит
- Барбосалит
- Баренцит
- Бариандит
- Барилит 4[BaBe2Si2O7]
- Бариоольгит
- Бариоортоджоакинит
- Бариоперовскит
- Бариопирохлор
- Бариосинкозит
- Бариофармакоалюмит
- Бариофармакосидерит см. Фармакосидерит
- Бариоферрит
- Барисилит Pb3Si2O7 {Ba, Mn}
- Барит BaSO4 {Ca, Pb, Ra, Sr}
- Баритокальцит BaCa(CO3)2
- Баритолампрофиллит
- Баритоцелестин (Ba, Sr)SO4
- Барицит
- Баркиллит
- Барнесит
- Баррерит
- Баррингерит
- Баррингтонит
- Барруазит
- Барсановит
- Барстоуит
- Бартелькеит
- Бартонит
- Бассанит 2CaSO4 . H2O
- Бассетит
- Бастнезит (Ce, La)(CO3)F {Ln}
- Батисивит
- Батисит
- Батиферрит
- Бауит
- Баумгауерит
- Баумстаркит
- Баураноит
- Бафертисит
- Бахчисарайцевит
- Бацирит
- Баццит
- Баянханит
- Беарсит
- Беартит
- Бегоунекит
- Бедерит
- Безсмертновит
- Бейделлит
- Бейерит
- Бейлиит
- Бейлиссит
- Беккерелит
- Белаковскиит
- Белендорфит
- Беллбергит
- Беллидоит
- Беллинджерит
- Беллоит
- Беломорит см. Альбит
- Белоруссит
- Бельковит
- Белянкинит
- Бементит
- Бенавидсеит
- Бендадаит
- Бенджаминит
- Бенитоит (BaTiIV)Si3O9
- Бенлеонардит
- Беноит
- Бенстонит
- Бентонит
- Бенторит
- Бенякарит
- Бераунит
- Бербанкит
- Берборит
- Бергенит
- Бергерит
- Бергслагит
- Бердесинскит
- Березанскит
- Берилл (Be3Al2)Si6O18 {Cr, Cs, Li, Mg, Mn, Rb, Sc, H2O}
- Бериллит
- Бериллонит NaBePO4
- Берлинит
- Берманит
- Берналит
- Бернардит
- Берндтит
- Бернессит Na0.3Ca0.1K0.1Mn4+Mn3+O4·1.5(H2O)
- Берриит
- Бертоссаит
- Бертрандит Be4Si2O7(OH)2 {Al, Fe}
- Бертьерин
- Бертьерит
- Берцелианит
- Берцелиит
- Бета-домейкит
- Бета-сера
- Бета-фергусонит
- Беталомоносовит (Ломоносовит-бета)
- Бетарозелит
- Бетафергусонит
- Бетафит
- Бетехтинит
- Бетпакдалит
- Беусит
- Бехерерит
- Бехиерит
- Бехоит
- Бештауит
- Бёдантит
- Бёмит гамма-AlO(OH) {Ga}
- Бёрнсит
- Бианкит
- Биберит
- Биверит
- Бигкрикит
- Бидоксит
- Биелит
- Бижветит
- Бикитаит
- Биксбиит (MnIII, FeIII)2O3
- Билибинскит
- Биллиетит
- Биллингслеит
- Биллинит FeIIFe2III(SO4)4 . 22H2O
- Биндгеймит
- Биотит K(Mg, FeII)3(AlSi3O10)(OH, F)2 {Cs, Rb, Tl}
- Бираит
- Бирингучит
- Бирунит
- Бирчит
- Бирюза CuII(Al, FeIII)6(PO4)4(OH)8 . 4H2O
- Бисмит Bi2O3
- Бисмоклит
- Бисмутит Bi2CO3(OH)4
- Бисмутотанталит
- Бисмутоферрит
- Бистромит
- Битиит
- Битиклеит
- Битовнит
- Бифосфаммит
- Бичулит
- Бишофит MgCl2 . 6H2O
- Блатонит
- Блаттерит
- Блеасдалеит
- Блейкит
- Блеклые руды
- Блёдит см. Астраханит
- Бликсит
- Блоссит
- Бобдаунсит
- Бобджонесит
- Бобкингит
- Бобтраилит
- Бобфергусонит
- Бобьерит
- Богвадит
- Боггильдит
- Боггсит
- Богдановит
- Богдановичит
- Бойлеит
- Бокит
- Болдыревит
- Болеит
- Боливарит
- Болтвудит
- Бонаккордит
- Бонамит см. Смитсонит
- Бонаттит
- Бонштедтит
- Боралсилит
- Борацит Mg3(B7O13)Cl
- Боришанскит
- Боркарит
- Борнеманит
- Борнит (FeIIICu5I)S4 {In}
- Борнхардтит
- Боровскит
- Бородаевит
- Борокукеит
- Боромуллит
- Боромусковит
- Бортниковит
- Боствикит
- Боталлактит
- Ботриоген
- Боттиноит
- Брабантит
- Бравоит (FeII, NiII)S2
- Брадачекит
- Бразилианит NaAl3(PO4)2(OH)4
- Брайенроулстонит
- Брайтвэйтит
- Брайчит
- Бракебушит
- Брандтит
- Брандхольцит
- Браннерит (Ca, Th, UIV, FeII)3(Ti, Si)5O16 {Y, Ln}
- Брассит
- Браунит (Ca, Mg, MnII)2(MnIV, Si)O4
- Браунлиит
- Браунмиллерит
- Брацевеллит
- Бредигит
- Брейтгауптит
- Бренделит
- Бренкит
- Бреннокит
- Брецинаит
- Брианит
- Брианянгит
- Бриартит
- Бриззиит
- Бриндлиит
- Бринробертсит
- Бритвинит
- Бритолит
- Бродткорбит
- Брокенхиллит
- Броккит
- Бромаргирит AgBr
- Бромеллит
- Бромкарналлит KMgBr3 . 6H2O
- Бромсильвинит K(Br, Cl)
- Бронтесит
- Брошантит Cu2SO4(OH)2
- Брукит TiO2(ромб.) {Fe, Pb, Sn, S}
- Брумадоит
- Бруногайерит
- Бруньятеллит
- Брусит Mg(OH)2
- Брушит
- Брэггит (Pt, Pd)S {Ni}
- Брэдлиит
- Брюггенит
- Брюстерит см. Цеолиты
- Буаззерит
- Бузерит
- Буковит
- Буковскиит
- Букхорнит
- Буланжерит (Pb5IISb4III)S11
- Булахит
- Бултфонтейнит
- Бунзенит
- Бура См. Тинкал
- Бурангаит
- Бурбанкит
- Бургессит
- Буркеит
- Буркхардтит
- Бурнонит (CuIPbIISbIII)S3
- Буроваит
- Бурпалит
- Буртит
- Бурятит
- Буссенготит
- Буссенит
- Буссиит
- Бустамит (Mn,Са)3[Si3O9]
- Бутит
- Бутлерит FeSO4(OH) . 2H2O
- Буттгенбахит
- Бухвальдит
- Бушмакинит
- Быковаит
- Быстрит
- Бьякеллаит
- Бьярбиит
- Бючлиит

## В
- Ваваяндаит
- Вавеллит Al3(PO4)2(OH)3 . 5H2O
- Вагнерит
- Вад (минерал)
- Вадалит
- Вадеит (K2Zr)Si3O9
- Вайдакит
- Вайракит
- Вайриненит
- Вакабаяшилит
- Валентаит
- Валентинит Sb2O3(ромб.)
- Валлериит
- Валлисит
- Вальпургит
- Ванадинит Pb5(VO4)3Cl
- Ванадиодравит
- Ванадиокарфолит
- Ванадоандросит
- Ванадомалайяит
- Ваналит
- Ванденбрандеит
- Вандендрисшеит
- Ванмеерсшеит
- Ваноксит
- Вантасселит
- Вантгоффит
- Вануралит
- Вапникит
- Варвикит
- Вардит
- Вареннесит
- Вариканит
- Варисцит AlPO4х2H2O
- Варламовит
- Варулит
- Василит
- Васильевит
- Ватанабеит
- Ватацумит
- Ватерит см. Фатерит
- Ваттевиллит
- Вашегиит
- Ваэсит Ni(S2)
- Веберит
- Вегшайдерит
- Веенит
- Везиньеит
- Везувиан Ca10(Ma,Fe)2Al4[OH4(SiO4)5(Si2O7)2]
- Вейбуллит
- Вейлендит
- Вейлерит
- Вейлит
- Вейнебенеит
- Вейссбергит
- Вейссит
- Вейшанит
- Веланит
- Велерит
- Великит
- Велинит
- Велоганит
- Велсендорфит
- Велшит
- Вендидаит
- Венкит
- Вербикит
- Вергасоваит
- Верделит см. Турмалины
- Вердингит
- Вермикулит (Mg+2, Fe+2, Fe+3)3 [(AlSi)4O10]·(OH)2·4H2O
- Вермландит
- Вернадит
- Вернадскит
- Верпланкит
- Версилиаит
- Вертумнит
- Веселовскиит
- Весселсит
- Вестервелдит
- Вестманландит
- Весцелиит
- Виаенеит
- Виартит
- Вивианит Fe3(PO4)2·8H2O
- Вигришинит
- Виденманнит
- Виджеццит
- Визерит
- Виитаньемиит
- Виканит
- Викингит
- Викманит
- Виксит
- Вилкманит
- Вилламанинит
- Виллемит Zn2SiO4
- Виллемсеит
- Виллиамит
- Виллиомит
- Виллиэлленит
- Вилуит
- Вильгельмвиерлингит
- Вильгельмклейнит
- Вильгельмрамзаит
- Вимсит
- Виндхукит
- Виноградовит
- Винсентит
- Винсьеннит
- Винчит
- Виоларит
- Виргилит
- Висмирновит
- Висмут самородный Bi
- Висмутин Bi2S3
- Висмутогаухекорнит
- Висмутоколумбит
- Висмутомикролит
- Висмутопирохлор
- Висмутостибиконит
- Вистепит
- Витерит BaCO3 {Sr}
- Витимит
- Витлокит Ca3(PO4)2 {Mg}
- Вишневит (Na,Ca)(AlSiO4)6(OH)2(SO4) разновидность канкринита
- Виттит
- Виттихенит
- Витусит
- Витчит
- Владимиривановит
- Владимирит
- Владкривовичевит
- Владыкинит
- Власовит
- Влодавецит
- Воганит
- Воггит
- Воджинит
- Вожминит
- Вокеленит
- Воксит
- Волковскит
- Волконскоит CaО3(Cr,Mg,Fe)2(Si,Al)4O10(OH)24H2O
- Волластонит CaSiO3
- Волошинит
- Волосатик см. также Кварц
- Волынскит
- Вольтаит
- Вольфеит
- Вольфрам самородный
- Вольфрамит (Mn, Fe)WO4 {Nb, Sc, Ta}
- Вонбезингит
- Вонезит
- Вонсенит
- Ворланит
- Воробьевит см. Берилл {Cs}
- Воронковит
- Вочтенит
- Врбаит TlI(SbIIIAsIII)3S5
- Вудаллит
- Вудвардит
- Вудрафит
- Вудхаузеит CaAl3(SO4)(PO4)(OH)6
- Вулдриджеит
- Вулканит
- Вульфенит PbMoO4
- Вульфит
- Вуоннемит
- Вуорелайненит
- Вуориярвит
- Вупаткиит
- Вурроит
- Высоцкит
- Вюаньятит
- Вюльфингит
- Вюнцпахкит
- Вюртцит
- Вюрцит ZnS(гекс.)
- Вюстит
- Вяльсовит
- Вячеславит

## Г
- Габриелит
- Габриэльсонит
- Гагаринит
- Гагеит
- Гадолинит Be2Y2FeII(SiO4)2O2 {Ca, Ln, Mg, Re, Sc, Th}
- Гаитит
- Гайдингерит
- Гайит
- Гайнесит
- Гакманит
- Галаксит
- Галгенбергит
- Галеит
- Галенит PbS {Ag, Au, Bi, Cd, Cu, In, Sb, Se, Te, Tl, Zn}
- Галеновисмутин (PbIIBi2III)S4
- Галилеит
- Галит NaCl
- Галлискиит
- Галлит (CuIGa)S2
- Галлобёдантит
- Галлуазит Al2Si2O5(OH)4
- Галмей Zn2SiO4 . H2O
- Галотрихит
- Галургит
- Галускинит
- Галхаит
- Гамагарит
- Гамбергит Be2[(OH,F)|BO3]
- Гананит
- Ганит
- Ганксит
- Ганнайит
- Ганнингит
- Ганомалит
- Ганофиллит
- Гантерит
- Гаотайит
- Гаравеллит
- Гардистонит
- Гарианселлит
- Гармотом см. Цеолиты
- Гарниерит (Mg, Ni)6(Si4O10)(OH)8
- Гаррельсит
- Гарронит
- Гарстигит
- Гартреллит
- Гарутиит
- Гаспарит
- Гаспеит
- Гастингсит
- Гателит
- Гатумбаит
- Гатчеттолит см. Пирохлор {Ta, U}
- Гауерит Mn(S2)
- Гаусманит (MnIIMn2III)O4
- Гаухекорнит
- Гафнон
- Гаюин см. Фельдшпатоиды
- Гвианаит
- Гвихабаит
- Геарксутит
- Гебхардит
- Геверсит PtSb2
- Геденбергит
- Гедифан
- Гейгерит
- Гейдоннеит
- Гейкилит
- Гейландит см. Цеолиты
- Гейлюссит Na2Ca(CO3)2 . 5H2O
- Гейтхаузит
- Геклаит
- Гексагидрит
- Гексагидроборит
- Гексагонит
- Гексамолибден
- Гексатестибиопаникелит
- Гексаферрум
- Гекторит
- Гекторфлоресит
- Геленит
- Гелиодор см. также Берилл
- Гелиотроп SiO2 см. также Халцедон
- Гелиофиллит
- Гелит
- Гелландит
- Гельвин
- Гематит Fe2O3
- Гематолит
- Гематофанит
- Гемиморфит Zn4[Si2O7] (OH)2 x H2O
- Геминит
- Гемиэдрит
- Генгенбахит
- Генкинит
- Генплесит
- Гентгельвин
- Геокронит
- Георгбарсановит
- Георгбокиит
- Герасимовскит
- Гербертсмитит
- Гердерит
- Гердтреммелит
- Герероит
- Геринит
- Германит (FeIICu6IGe2)S8 {Ga}
- Германоколусит
- Герсдорфит NiAsS
- Герслиит
- Герстманнит
- Герхардтит Cu2NO3(OH)3
- Герценбергит
- Герцинит
- Гессит Ag2Te
- Гетерогенит
- Гетерозит
- Гетеролит
- Гетероморфит
- Геттардит
- Гетчеллит
- Гефестосит
- Гёргейит
- Гёрнесит
- Гётит альфа-FeO(OH)
- Гётценит
- Гиалит SiO2 . nH2O (бцв.)
- Гиалотекит
- Гиалофан
- Гиацинт Zr[SiO4]
- Гиббсит Al(OH)3(монокл.)
- Гибшит
- Гидденит см. Сподумен (зел.)
- Гидроанадрадит
- Гидроастрофиллит
- Гидробазалюминит
- Гидробиотит
- Гидроборацит
- Гидровудвардит
- Гидрогалит
- Гидрогетеролит
- Гидроглауберит
- Гидрогроссуляр
- Гидродельхайелит
- Гидродрессерит
- Гидрокалюмит
- Гидроксиапатит см. Апатит (преобладает OH)
- Гидроксиканкринит
- Гидроксилапатит
- Гидроксилбастнезит
- Гидроксилборит
- Гидроксилгердерит
- Гидроксилклиногумит
- Гидроксилпироморфит
- Гидроксилхондродит
- Гидроксилэдгрюит
- Гидроксилэллестадит
- Гидроксиманганопирохлор
- Гидромагнезит
- Гидромбобомкулит
- Гидрониоярозит
- Гидрониумфармакосидерит
- Гидроромаркит
- Гидроромеит
- Гидроскарброит
- Гидрослюды
- Гидроталькит
- Гидротунгстит
- Гидрофан см. Опал
- Гидрохлорборит
- Гидрохонессит
- Гидроцеруссит Pb3(CO3)2(OH)2
- Гидроцинкит Zn5(CO3)2(OH)6
- Гизингерит
- Гийменит
- Гилалит
- Гиллебрандит
- Гилмарит
- Гильдит
- Гимараесит
- Гиниит
- Гинсдалит PbIIAl3(PO4)SO4(OH)6
- Гиперциннабарит
- Гипс CaSO4 . 2H2O
- Гирвасит
- Гирдит
- Гиролит
- Гисенит
- Гиттинсит
- Глаголевит
- Гладит
- Гладиусит
- Глауберит Na2SO4·CaSO4
- Глауберова соль Na2SO4 . 10H2O
- Глаукодот (Fe, Co)AsS (массовая доля Co более 9 %)
- Глаукокеринит
- Глауконит KFe2III(AlSi3O10)(OH)2
- Глаукосферит
- Глаукофан
- Глаукохроит
- Глендонит
- Глоушекит
- Глушинскит
- Глюцин
- Глёт
- Гмелинит см. Цеолиты
- Гоббинсит
- Говардэвансит
- Говлит Ca2B5SiO9(OH)5
- Годефруаит
- Годкинсонит
- Годлевскит
- Годовиковит
- Голдкварриит
- Голдманит
- Голдфилдит
- Голландит (BaMn8IV)O17
- Голтит
- Голышевит
- Гольдичит
- Гомилит
- Гониерит
- Гоннардит см. Цеолиты
- Гопеит
- Гордаит
- Гордонит
- Горманит
- Горный хрусталь см. Кварц
- Горсейксит
- Гортдрамит
- Гортонолит см. Оливин
- Госларит ZnSO4 . 7H2O
- Готтардиит
- Готтлобит
- Гоудейит
- Гоудкенит
- Гоуерит
- Гошенит см. Берилл
- Гояцит
- Гравелиаит
- Граезерит
- Грайсит
- Грайфенштейнит
- Грамаччиолиит
- Гранат (минерал)
- Грандаит
- Грандвьюит
- Грандидьерит
- Грандрифит
- Грантсит
- Граттаролит
- Граулихит
- Графит C(гекс.)
- Графтонит
- Грегориит
- Грейгит
- Грейтонит
- Гренмарит
- Гречищевит
- Григорьевит
- Гримальдит
- Гримзелит
- Гриналит
- Гринокит CdS(гекс.)
- Грифит
- Гришунит
- Гроссит
- Гроссуляр Ca3Al2[SiO4]3
- Гроутит
- Груздевит
- Грумантит
- Грумиплюсит
- Грэйит
- Грэмит
- Грюнерит
- Гуанакоит Cu2Mg3(AsO4)2(OH)4 . 4H2O
- Гуанахуатит
- Гуанин
- Гуариноит
- Гугиаит
- Гудмундит
- Гумбольдтин
- Гумит
- Гунтерит
- Гупейит
- Гускрикит
- Густавит
- Гутковаит
- Гутчинсонит AgI, CuI, TlI 2PbIIAs4IIIS8
- Гьердингенит
- Гюбнерит MnWO4 {Fe}
- Гюнтерблассит
- Гюролит

## Д
- Даванит
- Давидит (минерал)
- Давин
- Давинчиит
- Дависит
- Даврексит
- Давсонит
- Дагганит
- Дадсонит
- Даймонсквай см. Фианит
- Дакиардит см. Цеолиты
- Дальнегроит
- Дамараит
- Дамяоит
- Данаит (Fe, Co)AsS (массовая доля Co менее 9 %)
- Даналит
- Данбурит Ca[B2Si2O8]
- Даниелсит
- Дансит
- Даньбаит
- Даоманит
- Дарапиозит
- Дарапскит Na3(NO3)(SO4)·H2O
- Даурит см. Рубеллит
- Датолит
- Даттонит
- Дациншанит
- Дашкесанит
- Дашковаит
- Дворникит
- Девиллин
- Девиндит
- Девиндтит
- Девитоит
- Деклуазит
- Декреспиньит
- Делафоссит
- Делиенсит
- Делиндеит
- Деллавентураит
- Деллаит
- Делонеит
- Делориит
- Дельвоксит
- Дельриоит
- Дельхайелит
- Демантоид Ca3Fe2(SiO4)3
- Демартинит
- Демесмэкерит
- Демичелеит
- Денингит
- Денисовит
- Депмайерит
- Дербилит
- Дервиллит
- Дерриксит
- Десклоизит ZnPb(VO4)(OH)
- Десмин см. Цеолиты
- Десотельсит
- Деспужолсит
- Дессауит
- Дестинезит
- Дефернит
- Джайпурит
- Джалиндит
- Джансит
- Джаркенит
- Джарлеит
- Джасмундит
- Джаффеит
- Джевалит см. Фианит
- Джегоуерит
- Джезказганит CuI(ReS4)
- Джемборит
- Джемесит
- Джемсонит
- Дженнит
- Дженсенит
- Джентчит
- Джеппеит
- Джервисит
- Джеренит
- Джерриджиббсит
- Джерфишерит
- Джеффрейит
- Джианеллаит
- Джиллардит
- Джиллеспит
- Джиллюлиит
- Джимбоит
- Джимтомпсонит
- Джинбандиит
- Джинорит
- Джиразоль см. Опал
- Джирит
- Джоакинит
- Джоельбрюггерит
- Джозефинит FeNi3
- Джококуит
- Джонассонит
- Джонбаумит
- Джонесит
- Джониннесит
- Джонсенит
- Джонсомервиллит
- Джонтомаит
- Джонуолкит
- Джорджеит
- Джорджиадесит
- Джорджчаоит
- Джорджэриксенит
- Джосмитит
- Джотеит
- Джуабит
- Джуанит
- Джузеппетит
- Джулголдит
- Джулуит
- Джунитоит
- Джуноит
- Джурбанит
- Джустеит
- Дзаккагнаит
- Диаболеит
- Диадохит
- Диаспор альфа-AlO(OH)
- Диафорит
- Диверсилит
- Дигенит
- Дизаналит см. Перовскит {Nb}
- Диккинсонит
- Диккит
- Диксенит
- Диктомссенит
- Диморфит
- Дингдаохенгит
- Динит
- Динсмитит
- Диомигнит
- Диопсид CaMg(Si2O6)
- Диоптаз CuSiO3 . H2O
- Дипингит
- Диренцоит
- Дирит
- Дискразит
- Диссакисит
- Дистен (Кианит) Al2O(SiO4)
- Дитрихит
- Диттмарит
- Дитцеит
- Дмитрийивановит
- Дмиштейнбергит
- Добрееит
- Добреелит
- Довыренит
- Дойлеит
- Докучаевит
- Долерофанит
- Долласеит
- Доломит CaMg(CO3)2
- Долоресит
- Домейкит
- Донбассит Al4[(OH)8|AlSi3O10]
- Доннейит
- Донпикорит
- Донхаррисит
- Дораллхарит
- Доррит
- Дорфманит Na2(PO3OH)·2(H2O)
- Доунейит
- Доциит
- Дравит см. Турмалины
- Дрейерит
- Дрессерит
- Дрисдаллит
- Дрониноит
- Дрюгманит
- Дуалит Na30(Ca,Na,Ce,Sr)12(Na,Mn,Fe,Ti)6Zr3Ti3MnSi51O144(OH,H2O,Cl)9
- Дугласит
- Дундазит
- Дурангит
- Дусматовит
- Дуфтит
- Дымковит
- Дымчатый кварц
- Дэвидллойдит
- Дэлиит
- Дюкит
- Дюмонтит
- Дюмортьерит Al7(BO3)(SiO4)3O3
- Дюранюзит
- Дюссертит
- Дюфренит
- Дюфренуазит
- Дяоюдаоит

## Е
- Евгенит
- Евдокимовит
- Егоровит
- Екатеринит
- Елисеевит
- Еремеевит
- Ершовит
- Ефремовит

## Ё
- Ёнаит CaMgSc(PO4)<

## Ж
- Жад (см. также Жадеит и Нефрит)
- Жадеит NaAlSi2O6
- Жакдитрихит
- Жаргон см. Циркон (жёлт)
- Жедвабит
- Жедрит
- Железо самородное Fe {Ni, Co}
- Желлетит см. Андрадит
- Жемчуг
- Жемчужниковит
- Жеффруаит
- Жианшуиит
- Жиоржиозит
- Жиродит
- Жисмондин см. Цеолиты
- Жозеит
- Жолиотит
- Жоллифеит
- Жоньхуацерит
- Журавскит
- Жюльенит

## З
- Забюйелит
- Заварицкит
- Задовит
- Заирит
- Залезиит
- Зальцбургит
- Заназиит
- Запаталит
- Заратит
- Зауальпит см. Цоизит
- Захаровит
- Захерит
- Заяцит
- Звягинит NaZnNb2Ti[Si2O7]2O(OH,F)3(H2O)4+x
- Звягинцевит
- Зденекит
- Зеелигерит
- Зеелит
- Зелигманит
- Земаннит
- Земкорит
- Зензенит
- Зеравшанит
- Зёнгеит Ga(OH)3
- Зигенит
- Зиграсит
- Зикаит
- Зилекиит
- Зимбабвеит
- Зинерит
- Зихерит
- Златогорит
- Знаменскиит
- Зодацит
- Золото самородное Au
- Золтаиит
- Зорит
- Зоубекит
- Зунгшунстит
- Зуниит
- Зусманит
- Зюссит

## И
- Иантинит
- Ивакиит
- Иванюкит
- Ивашироит
- Ивонит
- Игумновит
- Идаит
- Идальгоит
- Идриалит
- Иекораит
- Иетманит
- Известь (минерал) CaO
- Изоклазит
- Изоклейкит
- Изокубанит
- Изолуешит
- Изомертиит
- Изоферроплатина- Pt3Fe
- Изумруд см. Берилл (зел., массовая доля CrIII = 0,6 %)
- Иимориит
- Икаит
- Икикеит
- Икранит
- Иксиолит
- Икунолит
- Иларионит
- Илезит
- Илерит
- Илимаусит
- Иллит (Al(OH)2((Si,Al)2O5))xK(H2O)
- Илтисит
- Ильваит
- Ильземаннит
- Ильинскит
- Ильмайокит
- Ильменит (TiIVFeII)O3 {Mg, Mn}
- Ильменорутил см. рутил
- Имандрит
- Имгрэит
- Имитерит
- Имоголит
- Имхофит
- Имэнгит
- Инаглиит
- Ингерсонит
- Инглишит Na2K3Ca10Al15(PO4)21(OH)7·26H2O
- Ингодит
- Индерборит
- Индерит
- Индиалит
- Индигирит
- Индиголит Na(Li,Al)3Al6[(OH)4|(BO3)Si6O18], синяя разновидность турмалина
- Индий самородный In
- Индит (FeIIIn2III)S4
- Инезит
- Иниоит
- Инкаит
- Иннэлит
- Инсизваит
- Интерсилит
- Инцзянит
- Иоганнит
- Иодаргирит AgI (гекс.)
- Иорданит
- Иошимураит
- Иошиокаит
- Иракит-(La) KCa4(La,Ce,Th)2Si16O40
- Иранит
- Ирарсит
- Иригинит
- Иридарсенит
- Иридий самородный Ir {Os, Pt}
- Иридисит
- Иридосмин
- Иринарассит
- Иринит
- Ирисопал см. Опал
- Иртемит
- Иртышит
- Исландский шпат см. также Кальцит
- Исовит
- Исокит
- Истонит
- Исюньит
- Итоигаваит
- Итоит
- Иттриаит
- Иттриалит Y2Si2O7 {Th}
- Иттробетафит
- Иттроколумбит
- Иттрокразит
- Иттроортит см. Ортит {Y}
- Иттропаризит Ca(Y, Ce)2(CO3)3F2
- Иттротанталит
- Иттротунгстит
- Иттроэпидот
- Ишикаваит

## Й
- Йедлинит
- Йеоманит
- Йодерит Mg(Al,Fe3+)3[(O,OH)(SiO4)2]
- Йоргенсенит
- Йордизит
- Йортдалит
- Йохансенит
- Йохачидолит
- Йохиллерит
- Йофортьерит

## К
- Каатиалаит
- Кабалзарит
- Кабриит
- Кавансит
- Кавацулит
- Кавоит
- Кадваладерит
- Кадмий
- Кадмоиндит
- Кадмоселит
- Кадырэлит
- Казаковит
- Казанскиит
- Казахстанит
- Казолит
- Каинит KMg(SO4)Cl . 3H2O
- Кайнозит
- Кайсикхит
- Кайченгъюнит
- Какарссукит
- Какоксенит
- Калаверит AuTe2
- Каламин см. Гемиморфит
- Каледонит
- Калерит
- Калиборит
- Калиевая селитра
- Калиевый рихтерит
- Калийалюмосаданагаит
- Калийалюмотарамит
- Калийарфведсонит
- Калийгастингсит
- Калийкарфолит
- Калийликеит
- Калиймагнезиогастингсит
- Калиймагнезиосаданагаит
- Калийпаргасит
- Калийсаданагаит
- Калийферрисаданагаит
- Калийферритарамит
- Калийферропаргасит
- Калийфторрихтерит
- Калининит
- Калинит
- Калиофилит
- Калипирохлор
- Калистронцит
- Калиферсит
- Калицинит
- Каллагханит
- Каломель Hg2Cl2
- Калугинит
- Калунгаит
- Кальборсит
- Кальвертит
- Кальдерит
- Кальдеронит
- Калькинсит
- Кальклацит
- Калькурмолит
- Калькярлит
- Кальсилит
- Кальцибеборсилит
- Кальциборит
- Кальциоандиробертсит
- Кальциоанкилит
- Кальциоаравайпаит
- Кальциобетафит
- Кальциобурбанкит
- Кальциоилерит
- Кальциокатаплеит
- Кальциокопиапит
- Кальциолангбейнит
- Кальциооливин
- Кальциопетерсит
- Кальциосамарскит
- Кальциотантит
- Кальциоураноит
- Кальциоурсилит
- Кальциоферрит
- Кальциртит
- Кальцит CaCO3 (гекс.) {Cr, Fe, Mg, Mn, Sr, Zn}
- Кальюметит
- Камаисилит
- Камараит
- Камарицаит
- Камаронесит
- Камасит
- Камбалдаит
- Камгасит
- Камеролаит
- Камеронит
- Каминит
- Камиокит
- Камитугаит
- Камотоит
- Кампильяит
- Кампфит
- Камфаугит
- Камчаткит
- Канавесит
- Канасит
- Канафит
- Кандилит
- Канемит
- Канит
- Канкит
- Канкринит см. Фельдшпатоиды
- Канкрисилит
- Канниллоит
- Канницарит
- Каннонит
- Каноит
- Канонаит
- Канонеровит
- Канутит
- Канфилдит Ag8I(SnIV, Ge)S6
- Каоксит
- Каолинит Al4(Si4O10)(OH)8
- Капгароннит
- Капелласит
- Капицаит
- Каппеленит
- Капундаит
- Капустинит
- Караколит
- Карасугит
- Карбоборит
- Карбобыстрит
- Карбокентбруксит
- Карбонадо см. также Алмаз
- Карбонатгидроксилапатит
- Карбонатфторапатит
- Карбонатцианотрихит
- Карбоцернаит
- Карбуарит
- Карелианит
- Каресит
- Карибибит
- Кариинит
- Кариопилит
- Кариохроит
- Карлгинтцеит
- Карлетонит
- Карлинит
- Карлит
- Карлосрюизит
- Карлостуранит
- Карлсбергит
- Карлфризит
- Кармайклит
- Карминит
- Карналлит KMgCl3 . 6H2O {Cs, Rb}
- Карнасуртит
- Карнеол см. Халцедон
- Карнотит 2K(UO2)(VO4) . 3H2O {Ra}
- Кароббиит
- Карпатит
- Карпинскит
- Карповит
- Каррараит
- Каррбойдит
- Карролит
- Карупмёллерит
- Карфолит
- Карчевскиит
- Касаткинит
- Каскандит
- Каскасит
- Кассаньяит
- Касседаннеит
- Кассидиит
- Кассит
- Касситерит SnO2 {Fe, Ge, In, Mn, Nb, Sc, Ta} альфа-Кварц SiO2 (триг.) бета-
- Кастнингит
- Касуэллсилверит
- Каталаноит
- Катамаркаит
- Катаплеит
- Катаямалит
- Катоит
- Катоптрит
- Катофорит
- Каттиит
- Катьерит
- Каулселлит
- Каулсит
- Кафарсит
- Кафегидроцианит
- Кафетит
- Кахолонг см. Опал
- Кашинит
- Квадратит
- Квадридавин
- Квадруфит
- Кванфьелдит
- Кварц SiO2 (гекс.)
- Квасцы Me+Me3+(SO4)2·12H2O
- Квейтит
- Квенселит
- Квенштедтит
- Квинтинит
- Кегелит
- Кейвиит
- Кейит
- Кейлит
- Кейстоунит
- Кейтконнит
- Кекит
- Келдышит
- Келлиит
- Келянит
- Кемлицит
- Кеммерит
- Кемпит
- Кененит
- Кенияит
- Кентбруксит
- Кентролит
- Кеншоит
- Кераргирит
- Керимасит
- Кермезит Sb8IIIS9O3
- Кернит Na2B4O7 . 4H2O
- Керсутит
- Кестерит
- Кеттигит
- Кеттнерит
- Кецалькоатлит
- Кёхлинит Bi2(MoO4)O2
- Кианит Al2(SiO4)O (трикл.)
- Кианоксалит
- Кидкрикит
- Кидуэллит
- Кизерит MgSO4 . H2O
- Киллалаит
- Килхоанит
- Киляншанит
- Кимрит
- Кимробинсонит
- Кимураит
- Кимцеит
- Кингит
- Кингсмаунтит
- Кингсонгит
- Кингстонит
- Кингхейит
- Киничилит
- Киноварь HgS(гекс.)
- Киноит
- Киноситалит
- Кинтореит
- Киприаниит
- Кипушит
- Киркиит
- Кирштейнит
- Киткаит
- Киттатинниит
- Китянлингит
- Кифтит
- Кладноит
- Клайит
- Клайрит
- Клараит
- Кларингбуллит
- Кларкеит
- Клаудетит
- Клаусталит PbSe
- Клебельсбергит
- Клевеландит
- Клейнит
- Клейофан
- Клерит
- Клесонит
- Клиаркрикит
- Климанит
- Клиноатакамит
- Клинобарилит
- Клинобехоит
- Клинобисванит
- Клиногидроксилапатит
- Клиногумит
- Клиноджимтомпсонит
- Клиноклаз
- Клинокурчатовит
- Клиномиметит
- Клинопироксен
- Клиноптилолит
- Клиносаффлорит
- Клиносервантит
- Клинотиролит
- Клинотоберморит
- Клиноунгемахит
- Клиноферросилит
- Клиноферрохолмквистит
- Клинофосинаит
- Клинохалькоменит
- Клинохлор
- Клиноцоизит см. Эпидот
- Клиноэдрит
- Клиноэнстатит
- Клинтонит
- Клиффордит
- Клокманнит
- Клонкюрриит
- Клохит
- Ключевскит
- Кнасибфит
- Кноррингит
- Коалингит
- Коашвит
- Кобальтартурит
- Кобальтаустинит
- Кобальтин CoAsS {Fe}
- Кобальткизерит
- Кобальткоритнигит
- Кобальтлотармейерит
- Кобальтнойштадтелит
- Кобальтоменит
- Кобальтопентландит (Fe, Co)9S8
- Кобальтциппеит
- Кобальтцумкорит
- Кобеит
- Кобеллит
- Кобокобоит
- Кобяшевит
- Ковдорскит
- Ковеллин см. Ковеллит
- Ковеллит CuS
- Когаркоит
- Когенит
- Козалит
- Козоит
- Козыревскит
- Койвинит[3]
- Койотеит
- Койраит
- Кокимбит
- Кокониноит
- Коктаит
- Кокуандит
- Кокцинит
- Кокшаровит
- Коларит
- Колвезит
- Колеманит
- Коликит
- Колимаит
- Колишит
- Колквириит
- Коллинсит
- Коловратит
- Колорадоит
- Колофонит см. Андрадит
- Колумбит (Nb2VFeII)O6 {Ca, Mn, Re, Sn, Ta, Th, Ti, W, Zr}
- Колусит
- Колфанит
- Колымит
- Кольбекит
- Кольскиит
- Команчеит
- Комаровит
- Комбатит
- Комбит
- Комблайнит
- Комковит
- Компреньясит
- Конголит
- Конгсберит (Ag, Hg)
- Кондерит
- Конинкит
- Конихальцит
- Коннеллит
- Коньяит
- Копарсит
- Копиапит
- Корагоит
- Кораллоит
- Корвусит
- Кордероит
- Кордиерит Mg2Al3(AlSi5O18)
- Кордилит
- Коржинскит
- Коритнигит
- Коркит
- Корнваллит
- Корнелит
- Корнеол см. также Халцедон
- Корнерупин Mg3Al6[(Si,Al,B)5O21] (OH)
- Корнетит
- Корнит
- Корнубит
- Коробицынит
- Коронадит
- Коррейаневесит
- Корренсит
- Корунд Al2O3
- Коршуновскит
- Коскренит-(Ce)
- Космохлор
- Коснарит
- Костибит
- Костовит
- Костылевит
- Котоит
- Котульскит
- Котуннит
- Коутекит
- Коффинит
- Кохит
- Кохромит
- Кохсандорит
- Коцулит
- Кочкарит
- Кочубеит
- Коэсит SiO2
- Крайслит
- Крандаллит
- Красновит
- Кратохвилит
- Краузит
- Краускопфит
- Краутит
- Крашенинниковит
- Креднерит
- Кремерзит
- Кремний самородный
- Креннерит (Au, Ag)Te2
- Крерарит
- Крестовик, крестовый камень см. Андалузит
- Креттнихит
- Крибергит
- Кривовичевит
- Криддлеит
- Кридит Ca3Al2F8(OH)2(SO4).2H2O
- Кризейит
- Кризелит
- Криновит
- Криолит Na3[AlF6]
- Криолитионит
- Криофилит KLiMgAl(AlSi3O10)(OH,F)2 {Cs, Rb} альфа-Кристобалит SiO2 (тетр.) бета-Кристобалит SiO2 (куб.)
- Криптогалит
- Криптомелан
- Криптофиллит
- Кристелит
- Кристиансенит
- Кристит
- Кристобалит
- Кричтонит
- Крокидолит
- Крокидолит-асбест Na4(Mg, FeII)6Fe4III(Si4O11)4
- Крокоит PbCrO4
- Кроносит
- Кронстедтит
- Кротит
- Крофордит
- Крукесит (Ag, CuI, TlI)2Se
- Крупкаит
- Крутаит
- Крутовит
- Крыжановскит
- Крёнкит
- Ксантиозит
- Ксантоконит
- Ксантоксенит
- Ксантофиллит
- Ксенотим YPO4 {Ln, Sc, Si, Sn, Th, U, Zr}
- Ксенофиллит
- Ксилингоит
- Ксингцхонгит
- Кситишанит
- Ксоколатлит
- Ксокомекатлит
- Ксонотлит
- Ктенасит
- Куальстибит
- Куаннерсуит
- Кубанит
- Кубоаргирит
- Кудрявит
- Кудрявцеваит
- Кузелит
- Кузинит
- Кузнецовит
- Кузьменкоит
- Кузьминит
- Кукеит
- Кукисвумит
- Куксит
- Куланит
- Кулерудит
- Кулиокит
- Кулсонит
- Кулькеит
- Кумбсит
- Кумдыколит
- Куменгит
- Куммингтонит
- Кумтюбеит
- Кунатит
- Кунцит см. Сподумен (красно-фиол.)
- Купалит
- Куперит PtS
- Куплетскит
- Куприт Cu2O
- Купроаурид
- Купробисмутит
- Купроиридсит
- Купрокалининит
- Купрокопиапит
- Купромаковицкиит
- Купромолибдит
- Купропавонит
- Купропирсеит
- Купрополибазит
- Купрориваит
- Купрородсит
- Купросклодовскит
- Купростибит
- Купротунгстит
- Купрошпинель
- Купцикит
- Курамит
- Куранахит
- Кургантаит
- Куретонит
- Курилит
- Курнаковит Mg[B3O3(OH)5]·5(H2O)
- Курумсакит
- Курчатовит
- Кусачиит
- Кусонгит
- Куспидин
- Кутинаит
- Кутиньоит
- Кутногорит
- Кухаренкоит
- Куцтикит
- Кхинит
- Кызылкумит
- Кыргызстанит
- Кьявеннит
- Кюрит
- Кюрьенит
- Кюстелит (Au, Ag)

## Л
- Лаахит
- Лабиринтит (минерал)
- Лабрадор ((Ca,Na)(Al,Si)4O8)
- Лабунцовит
- Лавендулан
- Лавренсит
- Лаврентьевит
- Лавсонит
- Ладденит
- Лазаренкоит
- Лазулит (Mg,Fe2+)Al2(OH,PO4)2
- Лазурит Na6Ca2(AlSiO4)6(SO4,S,Cl)2
- Лангбейнит K2Mg2(SO4)3
- Лайтакарит
- Лайхунит
- Лакаргиит
- Лакруаит
- Лалондеит
- Ламмерит
- Лампрофиллит
- Ланаркит
- Лангбанит
- Ландсбергит Ag5Hg8(или Ag2Hg0
- Лангисит
- Лангит
- Ландауит
- Ландезит
- Ланнонит
- Лансфордит
- Лантанит (Ce, La)2(CO3)3 . 8H2O
- Ланштайнит
- Ланьмучанит
- Лапейреит
- Лапиит
- Лапландит
- Лаптевит
- Лардереллит
- Ларисаит
- Ларнит
- Ларозит
- Ларсенит
- Ласалит
- Латиумит
- Латраппит
- Лаубманит Fe2IIFe6III(PO4)4(OH)4)
- Лаудонит
- Лаурионит
- Лаурит
- Лаусенит
- Лаутарит
- Лаутенталит
- Лаутит
- Лауэит
- Лафамит
- Лафитит
- Лафламмеит
- Лафлинит
- Лафоретит
- Лафоссаит
- Либетенит Cu2(PO4)OH
- Левеит
- Левереттит
- Левиклодит
- Левин (минерал)
- Левинсонит
- Леграндит
- Ледгиллит
- Лейдетит
- Лейкбогаит
- Лейкоксен см. также Рутил и Анатаз
- Лейкосапфир см. бесцветный Корунд (бцв.)
- Лейкосфенит
- Лейкофанит
- Лейкофеницит
- Лейкофосфит
- Лейсингит
- Лейтеит
- Лейтонит
- Лейфит
- Лейцит K(AlSi2O6) {Cs, Rb}
- Лекокит
- Леконтит
- Леманскиит
- Леммлейнит
- Лемуанит
- Ленаит
- Ленгенбахит
- Ленинградит
- Ленниленапеит
- Леноблит
- Леогангит
- Леонит
- Леперсоннит
- Лепидокрокит γ-FeO(OH)
- Лепидолит KLi1,5Al1,5(AlSi3O10)(OH, F)2 {Ca, Cs, Fe, Ga, Mg, Mn, Na, Rb, Tl}
- Лепхенельмит
- Лермонтовит
- Лессингит
- Лесюкит
- Летовицит
- Лехнерит
- Лешательерит
- Лёд H2O
- Лёллингит FeAs2
- Лиандратит
- Либауит
- Либенбергит
- Либерит
- Либигит
- Ливейнгит
- Ливерсиджит
- Ливингстонит (HgIISb4III)S7
- Лиддикоатит
- Лизардит
- Ликазит
- Ликеит
- Лилейит
- Лиллианит
- Лимонит Fe2O3 . nH2O
- Линарит CuPbSO4(OH)2
- Лингунит
- Линдакерит
- Линдбергит
- Линдгренит
- Линдквистит
- Линдслейит
- Линдстремит
- Линнеит (CoII, Ni)Co2IIIS4
- Линтисит
- Лионсит
- Лиоттит
- Липскомбит
- Лироконит Cu2Al(AsO4(OH)4)44H2O)
- Лисетит
- Лисигуангит
- Лисицынит
- Лискирдит
- Литвинскит
- Литидионит
- Литиоводжинит
- Литиомарстурит
- Литиотантит
- Литиофилит LiMnPO4 {Cs, Fe, Li}
- Литиофорит
- Литиофосфат
- Литосит
- Лишичженьит
- Ловдарит
- Ловенит
- Ловерингит
- Ловозерит
- Лозейит
- Локкаит
- Ломоносовит
- Ломонтит см. Цеолиты
- Лонгбанит Mn4II(MnIII,Fe)9SbSi2O24
- Лонгбансхюттанит
- Лондонит
- Лонкрикит
- Лонсдейлит
- Лонэит
- Лопарит (Na2CaCe2TiNb2)O12 {Al, Fe, K, Ln, Si, Sr, Ta, Th}
- Лопецит
- Лорандит TlIAsIIIS2
- Лоранскит
- Лорелит
- Лоренценит см. Рамзаит
- Лотармейерит
- Лоуренсвальсит
- Лоусонбауерит
- Луаньхэит
- Луджибаит
- Лудламит Fe3(PO4)2)4H2O
- Лудлокит
- Луетеит
- Луешит
- Лукабиндиит
- Лукасит
- Лукранит
- Лулзацит
- Луницзяньлаит
- Лунный камень K[AlSi3O8]
- Луньокит
- Луобусаит
- Любероит
- Людвигит
- Люкечейнжит
- Люнебургит
- Люсакит см. Ставролит
- Люцонит

## М
- Мавляновит
- Магадиит
- Магбасит
- Маггемит
- Магнезиоарфведсонит
- Магнезиоастрофиллит
- Магнезиогастингсит
- Магнезиогорнблендит
- Магнезиогулцит
- Магнезиодюмортьерит
- Магнезиокарфолит
- Магнезиокатофорит
- Магнезиокопиапит
- Магнезиокулсонит
- Магнезионептунит
- Магнезионигерит
- Магнезиообертит
- Магнезиопаскоит
- Магнезиорибекит
- Магнезиосаданагаит
- Магнезиоставролит
- Магнезиотанталит
- Магнезиотарамит
- Магнезиоферрит (MgFe2III)O4
- Магнезиофойтит
- Магнезиохлоритоид
- Магнезиохлорофеницит
- Магнезиохромит (MgCr2III)O4
- Магнезиохёгбомит
- Магнезит MgCO3
- Магнетит (FeIIFe2III)O4
- Магнетоплюмбит
- Магнийциппеит
- Магниоурсилит
- Магноколумбит
- Магнолит
- Магнохромит (Mg, FeII)Cr2IIIO4
- Магнуссонит
- Магрибит
- Магхагендорфит
- Маинит
- Майерсит
- Майкаинит
- Майнхиллит
- Майченерит PdBi2
- Макалпайнит
- Макарочкинит
- Макатит
- Макаусланит
- Макбернейит
- Макгиллит
- Макгиннессит
- Макговернит
- Макдональдит
- Македонит
- Макинавит
- Макквартит
- Маккейит
- Маккельвеит-
- Маккинстриит
- Макконелит
- Маккриллисит
- Макнирит
- Маковицкиит
- Максуэллит
- Макфаллит
- Макферсонит
- Макэлистерит
- Малайяит
- Малакон см. Циркон {Th, U}
- Маланит
- Малахит Cu2CO3(OH)2
- Малеевит
- Малинкоит
- Малладрит
- Маллардит
- Маллестигит
- Малмудит
- Малышевит
- Мальдонит
- Маммотит
- Манаксит
- Манандонит
- Манассеит
- Мангазеит
- Манганарсит
- Манганбабингтонит
- Манганбелянкинит
- Манганберцелиит
- Манганвезувиан
- Мангангордонит
- Мангангумит
- Манганиандросит
- Манганит MnO(OH)
- Манганлотармейерит
- Манганогрюнерит
- Манганогёрнесит
- Манганозит
- Манганокаскасит
- Манганоквадратит
- Манганоколумбит
- Манганокукисвумит
- Манганокуммингтонит
- Манганолангбейнит
- Манганонауяказит
- Манганонептунит
- Манганонордит
- Манганосегелерит
- Манганостибит
- Манганотанталит MnT2O6
- Манганотапиолит
- Манганотихит
- Манганохомяковит
- Манганохромит
- Манганоэвдиалит
- Манганпиросмалит
- Манганшадлунит
- Мандариноит
- Мандрабиллаит
- Манерит
- Манжироит
- Манитобаит
- Маннардит
- Мансфильдит
- Мантьеннеит
- Маониупингит
- Мапимит
- Маразмолит
- Маргарит (минерал)
- Маргаритасит
- Маргаросанит
- Марекоттит
- Мариалит
- Марианоит
- Мариинскит
- Марикопаит
- Маринеллит
- Маричит
- Марказит Fe(S2) (ромб.) {Tl}
- Маркашерит
- Марккуперит
- Марматит (Fe, Zn)S (преобладает Zn)
- Марокит
- Маррит
- Марруцциит
- Марстурит
- Мартиит
- Мартинит
- Мартит
- Мартосит
- Марумоит
- Маршит
- Масканьит
- Маскелинит
- Масловит
- Массикот
- Масутомилит
- Масюйит
- Матвеевит
- Матиасит
- Матильдит
- Матиолиит
- Матлокит
- Маттагамит
- Маттеучит
- Маттхеддлеит
- Матулаит
- Матьюроджерсит
- Маунтинит
- Маунткейтит
- Маухерит
- Махачкиит
- Мацубараит
- Маццеттиит
- Маццит
- Маякит
- Мбобомкулит
- Мгриит
- Мегакальсилит
- Мегациклит
- Мегоит
- Медаит
- Меденбахит
- Медистое серебро (Ag, Cu)
- Медноурановая слюдка см. Торбернит
- Медный уранит см. Торбернит
- Медовая обманка см. Сфалерит
- Медь самородная Cu
- Мезогидрит
- Мезолит (минерал) см. Цеолиты
- Мейджорит
- Мейергофферит
- Мейкснерит
- Меймакит
- Мейонит
- Мейссерит
- Меланит Ca3(Fe,Ti)2(SiO4)3
- Меланованадит
- Меланостибит
- Меланоталлит
- Меланотекит
- Меланофлогит
- Меланоцерит
- Мелантерит
- Мелилит
- Мелифанит
- Мелковит
- Меллиниит
- Меллит (минерал)
- Мелонжозефит
- Мелонит
- Мельниковит
- Мендипит
- Мендоцавилит
- Мендоцит
- Менегинит
- Менезесит
- Менцерит
- Менчеттиит
- Меньцзианминит
- Меньшиковит
- Меняйловит
- Мервинит
- Мердочит
- Мерейтерит
- Меренскиит
- Мерехедит
- Меридианит
- Мериллит
- Меркаллит
- Мерлиноит
- Меррихьюит
- Мертиит
- Месселит
- Метаалуноген
- Метаалюминит
- Метаанколеит
- Метаборит
- Метавандендрисшеит
- Метаванмеерсшеит
- Метавануралит
- Метаварисцит
- Метавивианит
- Метавоксит
- Метавольтин
- Метагогманит
- Метадельриоит
- Метакалерит
- Метакальциоураноит
- Метакеттигит
- Метакирххеймерит
- Металодевит
- Метамунирит
- Метановачекит
- Метаотенит
- Метараухит
- Метароссит
- Метасалеит
- Метасвитцерит
- Метасидеронатрит
- Метаскупит
- Метастибнит
- Метастудтит
- Метаторбернит
- Метатюямунит
- Метаурамфит
- Метауранопилит
- Метаураноспинит
- Метахейвиит
- Метахейнричит
- Метахьюэттит
- Метацейнерит
- Метацеллерит
- Метациннабарит HgS (куб.)
- Меташодерит
- Меуригит
- Мехильонесит
- Миаргирит (AgISbIII)S2
- Миассит
- Мигельромероит
- Миддендорфит
- Мизенит
- Мизерит
- Микасаит
- Микроклин K(AlSi3O8) (трикл.)
- Микролит NaCa(TaO3)2F {OH}
- Микросоммит
- Миксит
- Миларит
- Миллерит NiS
- Миллисит
- Миллозевичит
- Милотаит
- Миметизит Pb5[AsO4]3Cl
- Миметит
- Минамиит
- Минасжерайсит
- Минасрагрит
- Мингуццит
- Минеевит
- Миниюлит
- Миннесотаит
- Минохлит
- Минрекордит
- Мирабилит см. Глауберова соль
- Митридатит
- Митряеваит
- Митчерлихит
- Михараит
- Михеельсенит
- Мобиит
- Моганит
- Моговидит
- Моддерит
- Мозандрит
- Мозговаит
- Мозезит
- Мойхукит
- Моктесумит
- Молибденит MoS2 {Re}
- Молибдит MoO3 {Fe}
- Молибдоменит
- Молибдофиллит
- Молибдофорнасит
- Молибдошеелит Ca(W, Mo)O4
- Молизит
- Молуранит
- Момоиит
- Мональбит
- Монацит (Ce, La, Y)PO4 {He, Ln, Si, Th, U, Zr}
- Монголит
- Монгшанит
- Монетит
- Монимолит
- Монипит
- Моногидрокальцит
- Монтанит
- Монтбрейит
- Монтгомериит
- Монтдорит
- Монтебразит (LiAl)PO4(OH)
- Монтепонит
- Монтереджианит
- Монтесоммаит
- Монтетрисаит
- Монтичеллит
- Монтмориллонит Al2(Si4O10)(OH)2 . nH2O
- Монтрозеит
- Монтроидит
- Монтроялит
- Мончеит
- Монхеймит см. Смитсонит
- Мопунгит
- Мораэзит
- Морганит см. Берилл
- Морденит см. Цеолиты
- Мореландит
- Моренозит
- Моримотоит
- Моринит
- Морион см. также Кварц (черн.)
- Морит
- Морозевичит
- Мороит
- Москвинит
- Моттанаит
- Моттрамит (CuII, PbII)5(VO4)2(OH)4
- Мотукореаит
- Моурит
- Моусонит
- Мохит
- Моховой камень см. также Халцедон
- Моцартит
- Мошелит
- Мошелландсбергит
- Моёлоит
- Мпоророит
- Мразекит
- Мрозит
- Муадит
- Муассанит
- Музеумит
- Мукеит
- Муллит Al8[(O,OH,F)|(Si,Al)O4]4
- Мулуит
- Муммеит
- Мунакатаит
- Мунанаит
- Мундит
- Мунирит
- Муратаит
- Мурашкоит
- Мурит
- Мурманит Na2MnTi3[Si2O7]2(OH)4·H2O
- Мурунскит
- Мурхаусит
- Мусгравит
- Мусковит KAl2(AlSi3O10)(OH, F)2 {Sc, Tl}
- Мускоксит
- Мутинаит
- Мутманнит
- Мутновскит
- Мухинит
- Мушистонит
- Мушкетовит
- Мышьяк самородный As
- Мэдокит
- Мэкиненит
- Мэколэит
- Мюирит

## Н
- Набалампрофиллит
- Набафит
- Набесит
- Набиасит
- Набокоит
- Навахоит
- Нагасималит
- Нагельшмидтит
- Нагиагит
- Надорит
- Назинит
- Назонит
- Накарениобсит
- Накауриит
- Накафит
- Накрит
- Налдреттит
- Наливкинит
- Налипоит
- Наллагайнит
- Намансилит
- Намбулит
- Намибит
- Намууит
- Нанлингит
- Нантокит
- Наньпингит
- Нарсарсукит Na4(Ti, Fe)2(Si8O20] (O,OH,F)2
- Наследовит
- Настрофит
- Настуран UO2,67
- Наталиит
- Натанит
- Натисит
- Натриевый циппеит
- Натрит
- Натроалунит
- Натроантофиллит
- Натробетпакдалаит
- Натроболтвудит
- Натровистантит
- Натроглаукокеринит
- Натродюфренит
- Натрожедрит
- Натрокомаровит
- Натроксалат
- Натролемуанит
- Натролит Na2Al2Si3O10 . 2H2O {Ga}
- Натромонтебразит
- Натрон (минерал)
- Натронамбулит
- Натрониобит
- Натроотенит
- Натропедрицит
- Натросилит
- Натротантит
- Натротитанит
- Натроураноспинит
- Натрофармакоалюмит
- Натрофармакосидерит см. Фармакосидерит
- Натроферриклиноферрохолмквистит
- Натроферрипедрисит
- Натроферриферропедрицит
- Натроферроантофиллит
- Натроферрожедрит
- Натроферропедрицит
- Натрофилит
- Натрофосфат
- Натрохальцит
- Натроярозит Na(Fe3+)3(OH)6[SO4]2
- Науманнит
- Науяказит
- Нафертисит
- Нафилдит
- Нахколит
- Нахпоит
- Нашатырь
- Наэгит см. Циркон
- Невадаит
- Невскит
- Невьянскит (Os, Ir) (преобладает Ir)
- Негевит
- Нежиловит
- Нейборит
- Нейит
- Некоит
- Некрасовит
- Неленит
- Нелтнерит
- Немалит
- Ненадкевит
- Ненадкевичит (Na,K,Ca)2-x(Nb,Ti)2(O,OH)2[Si4O12]·4H2O
- Неотокит
- Непскоеит
- Нептунит
- Непуит
- Несквегонит
- Нескевараит
- Нестолаит
- Нефедовит
- Нефелин K0,22Na0,78(AlSiO4) {Ga}
- Нефрит Ca2(Mg,Fe)5Si8O22(OH)2
- Нечелюстовит
- Ниахит
- Нибеит
- Нивеоланит
- Нигглиит
- Нигерит
- Нидермайрит
- Ниеререит
- Ниерит Si3N4
- Низамоффит
- Никелин NiAs
- Никель самородный
- Никельалюмит
- Никельаустинит
- Никельбишофит
- Никельбледит
- Никельбуссенготит
- Никельгексагидрит
- Никельлотармейерит
- Никельпикромерит
- Никельскуттерудит
- Никельфосфид
- Никельциппеит
- Никельшнеебергит
- Никенихит
- Никишерит
- Никсергиевит
- Никсоболевит
- Нилит
- Нильсборит
- Нильсенит
- Нимит
- Нингиоит
- Нинингерит
- Ниобокарбид
- Ниобокуплетскит
- Ниобофиллит
- Ниобоэшинит
- Ниокалит
- Нисбит
- Ниссонит
- Нитратин NaNO3 {IO3}
- Нитробарит
- Нитрокалит KNO3 {Cs, IO3, Rb}
- Нитрокальцит
- Нитромагнезит
- Нифонтовит
- Нихолмит
- Нихромит
- Ноблеит
- Новакит
- Новацкиит
- Новачекит
- Новгородоваит
- Новоднеприт
- Ноелбенсонит
- Нозеан см. Фельдшпатоиды
- Нойштадтелит
- Ноланит
- Нонтронит
- Норбергит
- Норденшельдин
- Нордит
- Нордстрандит
- Нордстремит
- Нормандит
- Нордмаркит см. Ставролит
- Норришит
- Норсетит
- Нортупит
- Нсутит
- Нукундамит
- Нуманоит
- Нумеит см. Гарниерит
- Нунканбахит
- Нчванингит
- Ньюбериит

## О
- Обертиит
- Обертит
- Обойерит
- Обрадовичит
- Обручевит Оксииттропирохлор YNb2O6OH
- Овамбоит
- Оверит
- Овихиит
- Огденсбургит
- Оданиелит
- Одинит
- Одинцовит
- Оелит
- Оканоганит
- Окартит
- Окаямалит
- Окенит Ca3Si6O15·6(H2O)
- Окерманит
- Оксаммит
- Оксиванит
- Оксикиношиталит
- Олангаит
- Олдриджит
- Олекминскит
- Олений камень см. Тугтупит
- Оленит
- Олзахерит
- Оливенит
- Оливин (Mg, FeII)2SiO4
- Олигоклаз (Na,Ca)(Si,Al)4O8
- Олимпит
- Олмиит
- Олмстедит
- Олово самородное
- Ольгит
- Ольдгамит
- Ольхонскоит
- Ольшанскит
- Омейит
- Омилит
- Оминелит
- Омонгуэит
- Омфацит
- Ондрушит
- Онейлит
- Оникс см. Халцедон
- Онит
- Оноратоит
- Онофрит Hg(Se, S)
- Опал SiO2 . nH2O
- Ортит (Ca, Ce)2(Al, Fe)3(Si3O12)O {Be, Ln, Th, Y}
- Органоваит
- Ордоньезит
- Ореброит
- Орегонит
- Ориентит
- Орикит
- Орландит
- Орлиманит
- Орловит
- Орселит
- Ортобраннерит
- Ортовальпургит
- Ортоджоакинит
- Ортоклаз K(AlSi3O8) (монокл.)
- Ортоминасрагрит
- Ортопинакиолит
- Ортосерпьерит
- Ортошамозит
- Ортоэрикссонит
- Орфеит
- Оршаллит
- Осакаит
- Осаризаваит
- Осарсит
- Осборнит
- Освальдпитерсит
- Оскарссонит
- Осмий самородный Os {Au, Ir, Pt}
- Остербошит
- Осумилит
- Отавит
- Отеманит
- Отенит
- Оттенсит
- Оттоит
- Оттолиниит
- Оттрелит
- Отунит Ca(UO2)2(PO4)2 . 8H2O
- Отуэйит
- Отьисумеит
- Оуенсит
- Офтедалит
- Оффретит
- Охотскит
- Охуэлаит

## П
- Паарит
- Пабстит
- Павловскиит
- Павонит
- Паганоит
- Падераит
- Падмаит
- Паксит
- Паларстанид
- Паленцонаит
- Палермоит
- Палладий самородный Pd {Pt}
- Палладинит PdO
- Палладистая платина (Pt, Pd) {Cu, Ir, Ni, Rh}
- Палладоарсенид
- Палладобисмутарсенид
- Палладодимит
- Палладсеит
- Палыгорскит
- Пальмиерит
- Панашкейраит
- Панетит
- Панунцит
- Паоловит
- Папагоит
- Параалюмогидрокальцит
- Параарсеноламприт
- Парабариомикролит
- Парабрандтит
- Парабутлерит
- Паравиноградовит
- Паравоксит
- Паравульфит
- Парагеоргбокиит
- Парагонит
- Парагопеит
- Парагуанахуатит
- Парадамит
- Парадокразит
- Параершовит
- Паракелдышит
- Паракокимбит
- Паракостибит
- Паракузьменкоит
- Паракхинит
- Паралабунцовит
- Паралаурионит
- Паральстонит
- Парамелаконит
- Парамендоцавилит
- Парамонтрозеит
- Паранатисит
- Паранатролит
- Параниит
- Параотуэйит
- Парапьерротит
- Парараммельсбергит
- Парареальгар
- Параробертсит
- Парасибирскит
- Парасимплезит
- Параскородит
- Параскупит
- Параспёррит
- Паратакамит
- Парателлурит
- Паратимросеит
- Паратуит
- Параумбит
- Парафрансолетит
- Парацельзиан
- Парацепинит
- Парашахнерит
- Парашольцит
- Парванит
- Парвелит
- Парвоманганотремолит
- Парвоманганоэденит
- Паргасит
- Паризит Ca(Ce, La)2(CO3)3F2
- Паркерит
- Паркинсонит Pb7MoO9Cl2
- Парноит
- Парсеттенсит
- Парсонсит
- Партеит
- Партцит
- Пасеит
- Паскоит Ca3V10O28·17H2O
- Патронит VS2+x
- Паттерсонит
- Паулингит
- Паулкеллерит
- Паутовит
- Пауфлерит
- Пахасапаит
- Пахнолит
- Пахомовскиит
- Пашаваит
- Педрицит
- Пейнит CaZrBAl9O18
- Пейслейит
- Пековит
- Пекоит
- Пекораит
- Пектолит
- Пеллиит
- Пеллоуксит
- Пенжинит
- Пеникисит
- Пенквилксит
- Пеннантит
- Пенобсквисит
- Пенроузит
- Пентагидрит
- Пентагидроборит
- Пентагонит
- Пентландит (Fe, Ni)9S8
- Пенфильдит
- Пепроссит
- Перетаит
- Перидот см. Оливин
- Периклаз MgO
- Перистерит см. Альбит
- Перит (минерал)
- Перклевеит
- Перламутр см. также Арагонит
- Перлиалит
- Перловит
- Перманганогрюнерит
- Перминжатит
- Перовскит (CaTiIV)O3 {Ln, Nb, Ta, Cl}
- Перриит
- Перроит
- Перрудит
- Пертликит
- Перхамит
- Перцевит
- Перцилит
- Петалит (Na, Li)Al(Si4O10) {Cs}
- Петарасит
- Петерсенит
- Петерсит
- Петитджанит
- Петровицит
- Петровскаит
- Петрукит
- Петтердит
- Петцит (AuI, AgI)2Te
- Петшекит
- Пеццоттаит см. Берилл
- Пиготит
- Пиергорит
- Пижонит
- Пизонит
- Пийпит
- Пиккерингит
- Пикополит
- Пикромерит
- Пикрофармаколит
- Пиллаит
- Пильзенит
- Пинакиолит
- Пиналит
- Пинггуит
- Пинноит
- Пинтадоит
- Пинчит
- Пиракмонит
- Пираргирит (Ag3ISbIII)S3
- Пиретит
- Пирит Fe(S2) (куб.) {Se, Tl}
- Пиркитасит
- Пироаурит
- Пиробелонит
- Пирокопроит
- Пироксмангит
- Пироксферроит
- Пиролюзит MnO2 {Tl}
- Пироморфит Pb5(PO4)3Cl {As}
- Пироп Mg3Al2(SiO4)3
- Пиросмалит
- Пиростильпнит
- Пирофанит (TiIVMnII)O3
- Пирофиллит Al2(Si4O10)(OH)2
- Пирофосфит
- Пирохлор NaCa(NbO3)2F {Fe, Ln, Pb, Si, Sn, Ta, Th, U, Zr}
- Пирохроит
- Пирротин Fe0,877S {Ni}
- Пирсеит
- Пирссонит
- Писекит
- Пистацит см. Эпидот
- Питвильямсит
- Питданнит
- Питербейлисит
- Питильяноит
- Питтицит
- Питтонгит
- Пицгришит
- Плагиоклазы, группа
- Плагионит
- Планерит
- Планшеит
- Платарсит
- Платина самородная Pt {Ir, Os, Pd, Rh, Ru}
- Платтнерит
- Плашилит
- Плимерит
- Пломбьерит
- Плэйферит
- Плюмбоагардит
- Плюмбобетафит
- Плюмбогуммит
- Плюмбомикролит
- Плюмбонакрит
- Плюмбопалладинит
- Плюмбопирохлор
- Плюмботеллурит
- Плюмбоферрит
- Плюмбофиллит
- Плюмбоцумит
- Плюмбоярозит
- Плюмозит
- Повеллит CaMoO4 {W}
- Повондраит
- Подлесноит
- Познякит
- Поит
- Покровскит
- Полдерваартит
- Полевые шпаты, группа
- Полежаеваит
- Полибазит (AgI, CuI)16Sb2IIIS11
- Полигалит K2Ca2Mg(SO4)4 . 2H2O
- Полидимит
- Поликраз
- Поликсен (Pt, Fe) {Cu, Ir, Ni, Os, Pd, Rh, Ru}
- Полилитионит
- Полифит
- Полкановит
- Полкеррит
- Полковицит
- Поллуцит (Cs, Na)Al(SiO3)2 . nH2O {Rb, Tl}
- Полмурит
- Полхемусит
- Поляковит
- Полярит
- Пономаревит
- Поповит
- Поппиит
- Порпецит (Pd, Au) {Ag, Cu}
- Портландит Ca(OH)2
- Потарит PdHg
- Празиолит SiO2
- Потосиит
- Поттсит
- Поубаит
- Поярковит
- Прадетит
- Празем SiO2
- Празопал см. Хризопал
- Прайдерит
- Прайзингерит
- Прайсверкит
- Прайсеит
- Пренит Ca2Al(AlSi3O10)(OH)2
- Преображенскит
- Претулит
- Пржевальскит
- Призматин
- Приксит см. Миметизит
- Принглит
- Пробертит
- Прозопит
- Просперит
- Протасит
- Протоантофиллит
- Протожозеит
- Протоманганоферроантофиллит
- Протоферроантофиллит
- Проудит
- Прощенкоит
- Пруиттит
- Прустит Ag3IAsIIIS3
- Псевдоболеит
- Псевдобрукит
- Псевдоволластонит
- Псевдограндрифит
- Псевдоиоганнит
- Псевдокотуннит
- Псевдолауэит
- Псевдомалахит
- Псевдорутил
- Псевдосинхалит
- Псиломелан BaMnIIMn8IVO16(OH)4 {K, Na, Tl}
- Пуатвенит
- Пудреттит
- Пумпеллиит
- Пункаруайвит
- Пурпурит Mn3+[PO4]
- Путнисит
- Путоранит
- Путцит
- Пухерит
- Пушкинит см. Эпидот
- Пущаровскит
- Пьезокварц см. также Кварц
- Пьемонтит см. Эпидот
- Пьерротит
- Пякконенит
- Пятенкоит

## Р
- Раадеит
- Раббиттит
- Рабдофан (и его группа)
- Рабеджакит
- Раватит
- Рагинит
- Раджит
- Радкеит
- Радованит
- Радхакришнаит
- Раит
- Райнхардбраунсит
- Раклиджит
- Ральстонит
- Раманит
- Рамбергит
- Рамдорит
- Рамзаит Na2Ti2(Si2O6)O3
- Раммельсбергит
- Рамоит
- Рамсбекит
- Рамсделлит
- Ранкамаит
- Ранкахит
- Ранкинит
- Рансомит
- Рансьеит
- Ранункулит
- Рапидкрикит[4]
- Рапполдит
- Расвумит
- Раслакит
- Распит
- Расцветаевит
- Ратит
- Ратовкит
- Раувит
- Рауенталит
- Раухит
- Раухтопаз см. Кварц
- Реальгар As4S4 {Tl}
- Ребулит
- Ревдит
- Редгиллит
- Реддерит
- Реддингит
- Редингтонит
- Редледжеит
- Редондит
- Рейдит
- Рейерит
- Рейкебурит см. Микролит (минерал)
- Рейнерит
- Рейхенбахит
- Ректорит
- Ремерит
- Ремондит
- Ренардит
- Ренгеит
- Рениит
- Рений
- Рентгенит
- Реньерит
- Реппиаит
- Ресслерит
- Ретгерсит
- Ретциан
- Рефикит
- Рёблингит
- Рёзерфордин
- Рёнит
- Риббеит
- Рибекит Na2(Mg, FeII)3Fe2III(Si4O11)2(OH, F)2
- Ривадавит
- Риверсайдит
- Ривесит
- Ридерит
- Ридмерджнерит
- Рикардит
- Риландит
- Римкорольгит
- Рингвудит
- Ринерсонит
- Ринкит
- Ринманит
- Риннеит
- Риомаринаит
- Риттманнит
- Рихельсдорфит
- Рихтерит
- Ришеллит
- Ришетит
- Роалдит
- Робертсит
- Робинсонит
- Ровеит
- Роговая обманка Ca2(Mg,Fe,Al)5(Al,Si)8O22(OH)2
- Родалкиларит
- Родарсенид
- Роджермитчеллит
- Роджианит
- Родзит
- Родий самородный Rh {Os, Ir, Pt}
- Родицит
- Родоликоит
- Родолит Mg3Al2(SiO4)3
- Родонит (Mn++,Fe++,Mg,Ca)SiO3
- Родостаннит
- Родохрозит MnCO3
- Родплюмсит
- Родусит
- Розазит
- Розалин см. Тулит
- Розелит (Ca, Co, Mg3)As2O8·2H2O
- Роземариит
- Розенбергит
- Розенбушит
- Розенханит
- Розиаит
- Розицкит
- Розовый кварц см. также Кварц
- Розьерезит
- Рокбриджеит
- Рокезит (CuIIIn2III)S4
Роскоэлит KV2III(AlSi3O10)(OH, F)2
- Роксбиит
- Рокюнит
- Ролландит
- Романешит
- Романит
- Ромаркит
- Ромбоклаз
- Ромеит
- Рондорфит
- Роннебургит
- Рорисит
- Россит
- Россманит
- Ростерит см. Берилл
- Ростит
- Роуволфит
- Роузеит
- Роуландит
- Рохаит
- Роценит
- Рошерит
- Рощинит
- Рруффит
- Ртуть самородная Hg(ж)
- Рубеллит Na(Li,Al)3Al6[(OH)4|(BO3)Si6O18], красноватая разновидность турмалина
- Руаит
- Руарсит
- Рубиклин
- Рубин см. Корунд {красн., массовая доля CrIII = 0,6 %}
- Рубиновая обманка см. Сфалерит
- Рубоит
- Рувиллит
- Рудашевскиит
- Руденкоит
- Рузвельтит
- Руифранкоит
- Руицит
- Рукселит
- Румаит
- Русаковит
- Русиновит
- Русселит
- Рустенбургит
- Рустумит
- Рутенарсенит
- Рутенбергит
- Рутений самородный Ru {Os, Ir, Pt}
- Рутениридосмин
- Рутил бета-TiO2 (тетр.) {Cr, Fe, Mo, Nb, Sn, Ta, V}
- Рутьерит
- Рэйгрантит
- Рэйит

## C
- Сабатьерит
- Сабеллиит
- Сабиит
- Сабинаит
- Сабугалит
- Саданагаит
- Садбериит
- Саддлебакит
- Сажинит
- Сазыкинаит
- Сайлауфит
- Сакрофанит
- Сакураиит
- Салезит
- Салеит
- Салинит
- Салиотит
- Салтонсиит
- Саманиит
- Самарскит (Ca, UO2, FeII)3(Ce, Y)2(Ta, Nb)6O21
- Самплеит
- Самсонит
- Самуэлсонит
- Самфаулерит
- Санборнит
- Сандерит
- Санероит
- Санидин
- Санмартинит
- Санроманит
- Сантабарбараит
- Сантаклараит
- Сантанаит
- Сантарозаит
- Сантафеит
- Сантит
- Санхуанит
- Сапонит
- Сапфир см. Корунд {синий; суммарная массовая доля FeIII и TiIII = 0,4 %}
- Сапфирин. См. также сапфирин (халцедон)
- Сарабауит
- Сардер см. Халцедон
- Сардинаит
- Саркинит
- Сарколит
- Саркопсид
- Сармиентит
- Сарторит
- Сарыркит
- Сассолин B(OH)3
- Сатимолит
- Сатпаевит
- Саттерлиит
- Сауконит
- Саффлорит (Fe, Co)As2
- Сахаит
- Сахамалит
- Сборджит
- Свабит
- Свайнфордит
- Свакноит
- Свамбоит
- Сванбергит
- Свартцит
- Сведенборгит
- Свеит
- Сверигеит
- Свинец самородный Pb
- Свитит
- Свитцерит
- Свяжинит
- Святославит
- Сегелерит
- Сегнитит
- Седерхолмит
- Седовит
- Сейдит
- Сейдозерит
- Сейняйокит
- Сейфертит
- Секанинаит
- Селадонит
- Селвинит
- Селен самородный Se
- Селенит Тонковолокнистый гипс (см. Гипс)
- Селенополибазит
- Селеностефанит
- Селеноялпаит
- Селитра уст.
- Селлаит
- Семеновит
- Семсейит
- Сенаит
- Сенармонтит Sb2O3 (куб.)
- Сенгилит
- Сенегалит
- Сенжьерит
- Сенкевичит
- Сенфельдит
- Сепиолит Mg4(Si6O15)(OH)2 . 6H2O
- Сера самородная S
- Серандит
- Сервантит (SbIIISbV)O4
- Сергеевит
- Сердолик см. Халцедон
- Серебро самородное Ag
- Серендибит
- Серицит см. также Слюда
- Серпентин X2-3Si2O5(OH)4 см. Хризотил-асбест
- Серпьерит
- Серрабранкаит
- Серчиараит
- Сесбронит
- Сзтрокаит
- Сиансиуллиит
- Сибирит см. Турмалины
- Сибирскит
- Сигизмундит
- Сиглоит
- Сидвиллит
- Сидеразот
- Сидерит FeCO3
- Сидеронатрит
- Сидеротил
- Сидерофиллит
- Сидоренкит
- Сидпитерсит
- Сиклерит
- Силгидрит
- Силинаит
- Силленит
- Силлиманит Al2(Al2Si2O10)
- Сильванит (AuAg)Te4
- Сильвиалит
- Сильвин KCl {Cs, Rb, Tl}
- Симанит
- Симбирцит СаСО3
- Сименгит
- Симесит
- Симмонсит
- Симонеллит
- Симонит
- Симонколлеит
- Симплезит (Арсенат железа(II))
- Симплотит
- Симпсонит
- Симферит
- Синадельфит
- Сингалит Mn(Al,Fe)BO4
- Сингенит
- Синджарит
- Синканкасит
- Синкозит
- Синоит
- Синхалит
- Синхизит
- Сирлезит
- Ситинакит
- Скаергаардит
- Скайнит
- Скаккит
- Скандиобабингтонит
- Скаполит (Na,Ca)4[Al3Si9O24]Cl
- Скарброит
- Скиавинатоит
- Скиннерит
- Скиппенит
- Склодовскит
- Склярит
- Сколецит см. Цеолиты
- Скородит FeAsO4 . 2H2O
- Скорпионит
- Скорцалит
- Скотландит
- Скоутит
- Скрутиниит
- Скунерит
- Скупит
- Скуттерудит (Co, Ni)As3
- Славикит
- Славковит
- Слаусонит
- Слюды (группа слоистых алюмосиликатов) R1R2-3 [AISi3O10](OH, F)2, где R1 = К, Na; R2 = Al, Mg, Fe, Li
- Смальтин CoAs2 {Fe, Ni} (преобладает Ni) см. Скуттерудит
- Смарагд см.Изумруд
- Смарагдит см. Актинолит
- Смизит
- Смирнит
- Смирновскит
- Смитит
- Смитсонит ZnCO3
- Смольяниновит
- Смрковецит
- Соболевит
- Соболевскит
- Согдианит
- Сода Na2CO3 . 10H2O
- Содалит Na4(Al3Si3O12)Cl
- Соддиит
- Соколоваит
- Соконит
- Солнечный камень см. Плагиоклаз
- Солонгоит
- Сонолит
- Сонораит
- Сопчеит
- Сорбиит
- Соренсенит
- Соросит
- Соседкоит
- Соуардит
- Соучекит
- Софиит
- Спадаит
- Спанголит
- Спекулярит, разновидность. См Гематит Fe2O3
- Спенсерит
- Сперрилит PtAs2 {Cu, Fe, Sb, Sn, Rh}
- Спертиниит
- Спессартин Mn3Al2[SiO4]3
- Спионкопит
- Спирофит
- Сподумен LiAl(SiO3)2 {Ca, Cr, Fe, Ga, Mg, Mn, Na}
- Сприггит
- Спрингкрикит
- Спёррит
- Сребродольскит
- Ссайбелиит
- Ссеничит
- Ссмикит
- Ссомольнокит
- Ставелотит
- Ставролит Fe2+Al4[SiO4]2O2(OH)2
- Сталдерит
- Станекит
- Станнин (FeIICu2ISnIV)S4
- Станнит см. Станнин
- Станноидит
- Станномикролит
- Станнопалладинит Pd3Sn2 {Cu, Pt}
- Старлит см. Циркон
- Старкеит
- Староваит
- Стеатит см. Талькохлорит
- Стевенсит
- Стеверустит
- Стеклит
- Стеллерит
- Стенонит
- Стенструпин
- Стенфилдит
- Стенхуггарит
- Степановит
- Стереттит ScPO4 . 2H2O
- Стеркорит
- Стерлингхиллит
- Стеропесит
- Стерриит
- Стетефельдит
- Стетиндит
- Стефанит (Ag5ISbIII)S4
- Стибарсен
- Стибиванит
- Стибиконит
- Стибиобетафит
- Стибиоканит (SbIIISbV)O4 . H2O
- Стибиоклаудетит
- Стибиоколумбит
- Стибиоколусит
- Стибиомикролит
- Стибиопалладинит Pd3Sb
- Стибиотанталит
- Стибиоэнаргит Cu3ISbS4
- Стибнит Sb2S3 {Tl}
- Стиллуотерит
- Стиллуэллит
- Стильбит см. Цеолиты
- Стильпномелан
- Стисиит
- Стистаит
- Стихтит
- Стишовит
- Стойберит
- Стокезит
- Стоппаниит
- Сторнезит
- Стоттит
- Странскиит
- Страховит
- Страчекит
- Страшимирит
- Стрелкинит
- Стрингхамит
- Стронадельфит
- Стрональсит
- Стронцианит SrCO3
- Стронциоапатит
- Стронциоборит
- Стронциовитлокит
- Стронциоджинорит
- Стронциоджоакинит
- Стронциодрессерит
- Стронциомелан
- Стронциоортоджоакинит
- Стронциопирохлор
- Стронциофлюорит
- Стронциочевкинит
- Струвит
- Стрюверит
- Студеницит
- Студтит
- Стурманит
- Стэнлиит
- Стюартит
- Суанит
- Сугакиит
- Сугилит
- Судовиковит
- Судоит
- Сузалит
- Сузаннит
- Сузукиит
- Сульванит (VVCu3I)S4
- Сульфоборит
- Сульфогалит
- Сульфоцумоит
- Сундиусит
- Суолунит
- Суредаит
- Сурик (Pb2IIPbIV)O4
- Суринамит
- Сурит
- Сурсассит
- Сурхобит
- Сурьма самородная Sb
- Суссексит
- Сухаилит
- Сфалерит ZnS (куб.) {Cd, Fe, Ga, Ge, In, Se, Tl}
- Сфен CaTi(SiO4)O {F, OH} См. Титанит
- Сфенисцидит
- Сферобертрандит
- Сферобисмоит
- Сферокобальтит CoCO3
- Сысертскит (Os, Ir) (преобладает Os)
- Сэддлебакит
- Сэйрит
- Сянхуалит
- Сянцзянит

## Т
- Тааффеит
- Таворит
- Тадеуит
- Таджикит
- Тажеранит Zr0,6Ca0,2Ti0,2O1,75
- Тазиевит
- Тайканит
- Таймырит
- Тайниолит
- Таканелит
- Такедаит
- Такеутиит
- Таковит
- Таленит Y2Si2O7 {Sc}
- Талкусит
- Талмессит
- Талнахит
- Талфенисит
- Тальк Mg3Si4O10(OH)2
- Тамаит
- Тамаругит
- Тангеит
- Танелит
- Танеямалит
- Танзанит Ca2Al3(SiO4)(Si2O7)O(OH)
- Танкоит
- Танталит (Ta2VMnII)O6 {Ca, Fe, Nb, Re, Sn, Th, Ti, W, Y, Zr}
- Танталкарбид
- Танталэшинит
- Тантит
- Тантэвксенит
- Тапиаит
- Тапиолит FeII(Ta, Nb)2O6
- Тарамеллит
- Тарамит
- Таранакит
- Тарапакаит
- Тарбуттит
- Таркианит
- Тасекит
- Тассиеит
- Татарскит
- Татьянаит
- Таумасит
- Таунендит
- Таусонит
- Тахеренит
- Тахигидрит
- Ташелгит
- Твалчрелидзеит
- Тведалит
- Тведдилит
- Твейтит
- Твиннит
- Тегенгренит
- Тедхэдлиит
- Тейнеит
- Тейсит
- Теларгпалит
- Теллур самородный Te
- Теллурантимон
- Теллурит
- Теллуровисмутит
- Теллурогаухекорнит
- Теллуромандариноит
- Теллуроневскит
- Теллуропалладинит
- Теллуроперит
- Телюшенкоит
- Темагамит
- Тенардит Na2SO4
- Тенгерит
- Тенгхонгит
- Теннантит Cu12As4S13 {Ge}
- Тенорит
- Теопарацельсит
- Теофрастит
- Тереземагнанит
- Терлингуаит
- Терлингуакрикит
- Термессаит
- Термонатрит
- Тернесит
- Терновит
- Террановаит
- Терскит
- Теруггит
- Терчит
- Тестибиопалладит
- Тетрааурикуприд
- Тетравикманит
- Тетрадимит Bi2Te2S
- Тетранатролит
- Тетрарузвельтит
- Тетратэнит
- Тетраферрианнит
- Тетраферрифлогопит
- Тетраферроплатина
- Тетраэдрит (Ag, Cu)12Sb4S13 {As, Bi, Fe, Hg}
- Тефроит Mn2SiO4
- Тешемахерит
- Тибискумит
- Тиванит
- Тигровый глаз см. также Кварц
- Тиетаиянгит
- Тиеттаит
- Тилазит
- Тиллеит
- Тиллит
- Тиллманнсит
- Тиман
- Тиманнит
- Тимросеит
- Тинаксит
- Тинкал Na2B4O7 . 10H2O
- Тинкалконит
- Тинслейит
- Тинтикит
- Тинтинаит
- Тинценит
- Типлеит
- Типтопит
- Тирагаллоит
- Тиродит
- Тиролит
- Тирреллит
- Тисиналит
- Тистарит
- Титанит CaTiSiO5
- Титановоджинит
- Титаномаггемит
- Титаномагнетит [(FeIIFe2III), Ti2IV]O4 {V}
- Титантарамеллит
- Тихит
- Тихоненковит
- Тишендорфит
- Тлалокит
- Тлапаллит
- Тобелит
- Тоберморит
- Тодорокит (Mn,Mg,Ca,Ba,K,Na)2Mn3O12·3H2O
- Тойохаит
- Токиоит
- Токкоит
- Токорналит
- Толбачит
- Толовкит
- Томаскларкит
- Томбартит
- Тометзекит
- Томичит
- Томсенолит
- Томсонит см. Цеолиты
- Тонгбаит
- Тондиит
- Тонсинит
- Топаз Al2(SiO4)(OH, F)2
- Топазолит см. Демантоид
- Торбастнезит
- Торбернит Cu[UO2] [PO4]2 · 10(12 — 18)H2O
- Торианит ThO2 {He, Ln, U}
- Торикосит
- Ториопирохлор
- Торит ThSiO4 (тетр.) {Fe, Ln, U}
- Торнасит
- Торнебомит
- Торнеит
- Торогуммит
- Торолит
- Торостенструпин
- Торрейит
- Торсит
- Тортвейтит Sc2Si2O7 {Hf, Ln, Re, Y, Zr}
- Торутит
- Тосудит
- Тотурит
- Точилинит
- Трабзонит
- Транквиллитиит
- Траскит
- Траттнерит
- Треворит
- Тредголдит
- Трежерит
- Трембатит
- Тремолит
- Трехманнит
- Триангулит
- Тригонит
- Тридимит SiO2
- Трикальсилит
- Трилитионит
- Тримерит
- Тримунсит
- Триплит
- Триплоидит
- Триппкеит
- Трипугиит
- Тристрамит
- Тритомит
- Трифилин (Трифилит) LiFePO4 {Cs, Mn, Rb}
- Трогталит
- Троилит
- Троллеит
- Трона Na3(CO3)(HCO3) . 2H2O
- Трускоттит
- Трюстедтит
- Трёгерит
- Тубулит
- Тугариновит
- Тугтупит Na4[BeAlSi4O12]Cl
- Туелеит
- Тузлаит
- Туит
- Туламинит
- Тулиокит
- Тулит Ca2Al3(SiO4)(Si2O7)O(OH)
- Тумчаит
- Тунгстенит
- Тунгстибит
- Тунгстит
- Тунгусит
- Тундрит
- Тунисит
- Тункит
- Туперссуатсиаит
- Туранит Cu5II(VO4)2(OH)4
- Туркестанит
- Турмалин Na(Li,Al)3Al6[(OH)4|(BO3)Si6O18]
- Турнорит
- Туртманнит
- Тусионит
- Тусканит
- Тухуалит
- Тучекит
- Тыретскит
- Тэнит
- Тюямунит Ca(UO2)2(VO4)2 . 8H2O
- Тяньшанит

## У
- Уайрауит
- Уайтит
- Уайткепсит
- Уайтменит
- Уайчпруфит
- Уалтиерит
- Уансалаит
- Уванит
- Уваровит Ca3Cr2III(SiO4)3
- Увит
- Удуминелит
- Уедаит
- Узонит
- Уиджимулталит
- Уикенбергит
- Уиксит
- Уилкинсонит
- Уилкоксит
- Уиллиит
- Уиллхендерсонит
- Уинстанлейит
- Уитлейит
- Уитморит
- Уклонсковит
- Улексит NaCa[B5O6(OH)6] · 5 H2O
- Ульвошпинель (TiIVFe2II)O4
- Ульманит
- Ульрихит
- Умангит
- Умбит
- Умбозерит
- Умбрианит
- Умохоит
- Унгаваит
- Унгареттиит
- Унгварит
- Унгемахит
- Унгурсаит
- Унионит см. Тулит
- Уолкерит
- Уоллкиллделлит
- Уолстромит
- Уолфордит
- Уордсмитит
- Уотерхаузит
- Уоткинсонит
- Уоттерсит
- Упалит
- Уралборит
- Уралолит
- Урамарсит
- Урамфит
- Уранинит UO2+x (x = от 0 до 0,67){Ac, At, He, Ln, Pb, Po, Ra, Tc, Th}
- Ураносферит
- Ураноторит (Th, U)SiO4 . nH2O {Fe}
- Уранотунгстит
- Уранофан
- Ураноцирцит
- Ураношпатит
- Уранпирохлор
- Урванцевит
- Урейит
- Урицит
- Урсилит
- Урсинит
- Урусовит
- Урфоит
- Усовит
- Уссингит
- Устарасит
- Устурит
- Учукчакуаит
- Ушковит
- Уэвеллит
- Уэдделлит
- Уэдслиит
- Уэкфилдит
- Уэльсит
- Уэндуилсонит
- Уэрриит

## Ф
- Фабианит
- Файзиевит
- Файрбанкит
- Файрфильдит
- Файткнехтит
- Файчильдит
- Фалеит
- Фалкондоит
- Фалоттаит
- Фаматинит
- Фангит
- Фармакоалюмит
- Фармаколит
- Фармакосидерит
- Фарнезеит
- Фаррингтонит
- Фатерит CaCO3
- Фаустит
- Фаялит Fe2SiO4
- Федорит
- Федоровскит
- Федотовит
- Фейнглосит
- Фейхиит
- Фекличевит
- Фельберталит
- Фельдшпатоиды
- Фельшебаниит
- Фенакит Be2SiO4
- Фенаксит
- Фенгит
- Феникохроит
- Фенкуперит
- Ферберит FeWO4 {Mn}
- Ферванит
- Фергусонит Y(Ta, Nb)O4 {Ln, Ti, U}
- Фердисилицит
- Ферморит (Ca,Sr)5(AsO4,PO4)3(OH)
- Фернандинит
- Фероксигит
- Феррарисит
- Ферриалланит
- Феррибарруазит
- Ферривинчит
- Ферривиттакерит
- Ферригидрит
- Феррикатофорит
- Феррикерсутит
- Ферриклиноферрохолмквистит
- Феррикопиапит
- Феррилотармейерит
- Ферримагнезиокатофорит
- Ферримагнезиотарамит
- Ферримолибдит
- Ферринатрит
- Ферринибёит
- Ферриоттолиниит
- Феррипедрисит
- Феррипирофиллит
- Феррисиклерит
- Феррисимплезит
- Феррисурит
- Ферритарамит
- Ферритунгстит
- Ферриферробарруазит
- Ферриферровинчит
- Ферриферронибёит
- Ферриферрочермакит
- Ферричермакит
- Ферриштрунцит
- Ферроактинолит
- Ферроаллюодит
- Ферроалюминоселадонит
- Ферроантофиллит
- Ферробарруазит
- Ферробустамит
- Ферроваллериит
- Ферровинчит
- Ферроводжинит
- Феррогексагидрит
- Ферроглаукофан
- Феррогорнблендит
- Феррожедрит
- Ферроиндиалит
- Феррокарфолит
- Феррокентбруксит
- Феррокерсутит
- Феррокестерит
- Феррокиноситалит
- Ферроколумбит
- Ферролауэит
- Ферроликит
- Ферромериллит
- Ферронибёит
- Ферронигерит
- Ферроникельплатина
- Ферронордит
- Феррообертиит
- Ферропаргасит
- Ферропедрицит
- Феррорихтерит
- Феррородсит
- Ферророземариит
- Ферросапонит
- Ферроселадонит
- Ферроселит
- Ферросилит
- Ферроскуттерудит
- Ферротааффеит
- Ферротапиолит
- Ферротеллурит
- Ферротитановоджинит
- Ферротихит
- Ферроточилинит
- Ферроуиллиит
- Феррохолмквистит
- Феррохёгбомит
- Феррочермакит
- Ферроштрунцит
- Ферроэденит
- Ферроэкерманит
- Ферручит
- Феррьерит см. Цеолиты
- Ферсилицит
- Ферсманит (Са, Na)4 (Ті, Nb)2 Si2О11 (F, ОН)2
- Ферсмит
- Ферувит
- Ферхромид
- Фетиасит
- Феттелит
- Фианелит
- Фиброферрит
- Фивегит
- Фидлерит
- Физелиит
- Филатовит
- Филипсбергит
- Филипсборнит
- Филипстадит
- Филлипсит (K2Ca)[Al2Si4O12]*4,5H2O
- Филловит
- Филлоретин
- Филлотунгстит
- Филолитит
- Филротит
- Фингерит
- Финнеманит
- Фихтелит
- Фишессерит
- Флагстаффит
- Флейшерит
- Флетчерит
- Флинкит
- Флогопит KMg3(AlSi3O10)(OH, F)2 {Fe}
- Флоренсит
- Флоренскиит
- Флоренсовит
- Флоркеит
- Флюеллит
- Флюкит
- Флюоборит
- Флюорарроядит
- Флюорбритолит
- Флюорит CaF2 {Cl, Fe, Ln, U}
- Флюоркальциобритолит
- Флюоцерит
- Фоггит
- Фоглит
- Фойтит
- Фольбортит
- Фолькманит
- Фонтанит
- Фонуксит
- Форманит
- Формикаит
- Форнасит
- Форстерит Mg2SiO4
- Форэтит
- Фосгенит Pb2CO3Cl2
- Фосинаит
- Фосфаммит
- Фосфовальпургит
- Фосфованадилит
- Фосфогартреллит
- Фосфогедифан
- Фосфоиннелит
- Фосфорросслерит
- Фосфосидерит
- Фосфоферрит
- Фосфофибрит
- Фосфофиллит
- Фосфоэлленбергит
- Фосфуранилит
- Фошагит
- Фоязит см. Цеолиты
- Фрайпонтит
- Франкаменит
- Франкдиксонит
- Франкеит
- Франклинит
- Франклинфарнейсит
- Франклинфилит
- Франкоанеллит
- Франколит
- Франконит
- Франкхоторнит
- Франсвиллит
- Франсисит
- Франсолетит
- Франсуазит
- Францинит
- Францисканит
- Фребольдит
- Фредрикссонит
- Фрейбергит
- Фрейденбергит
- Фрейслебенит
- Фресноит
- Фригидит
- Фриделит
- Фридит
- Фридрихбеккеит
- Фридрихит
- Фрицшеит
- Фробергит
- Фроловит
- Фронделит
- Фрудит
- Фтораннит
- Фторапатит см. Апатит (преобладает F)
- Фторарфведсонит
- Фторвезувиан
- Фторканасит
- Фторканнилоит
- Фторкафит
- Фторликеит
- Фтормагнезиоарфведсонит
- Фторнатромикролит
- Фторнатропедрицит
- Фтороалюминомагнезиотарамит
- Фторокалиогастингсит
- Фторокалиомагнезиоарфведсонит
- Фторокронит
- Фтороксимагнезиокатофорит
- Фторомагнезиоарфведсонит
- Фторомагнезиогастингсит
- Фторомагнезиокатофорит
- Фторонибёит
- Фторотарамит
- Фторотремолит
- Фтороферримагнезиокатофорит
- Фтороферроликеит
- Фторофлогопит
- Фторпаргасит
- Фторрихтерит
- Фторталенит
- Фторэденит
- Фужерит
- Фукалит
- Фуксит
- Фукучилит
- Фуллерит
- Фуралюмит
- Фурдит
- Фуркалит
- Фурмарьерит
- Фуронгит
- Фурутобеит
- Футмайнит
- Фуэнцалидаит
- Фюлеппит

## Х
- Хаапалаит
- Хагаталит см. Циркон {Ln, Y}
- Хаггертиит
- Хагендорфит
- Хадемит
- Хазенит
- Хайгерахит
- Хайдарканит
- Хайдиит
- Хайнесит
- Хайнит
- Хайратит
- Хакит
- Хаксонит
- Халагурит
- Халамишит
- Халсит
- Халцедон Тонковолокнистый кварц (см. Кварц)
- Халькантит CuSO4∙5H2O
- Халькоалюмит
- Халькозин Cu2S (ромб.) {Ge}
- Халькоменит
- Хальконатронит
- Халькопирит (FeIIICuI)S2 {Ge, In, Se, Tl}
- Халькосидерит
- Халькостибит CuSbS2
- Халькоталлит
- Халькофанит
- Халькофиллит
- Халькоцианит
- Хаммарит
- Хаммерит
- Хамрабаевит
- Ханавальтит
- Ханнебахит
- Ханнешит
- Хантит
- Хапкеит
- Харадаит
- Хараелахит
- Харкерит
- Харрисонит
- Хартит
- Хастит
- Хатертит
- Хатрурит
- Хаттонит ThSiO4 (монокл.)
- Хатчинсонит
- Хатчит
- Хатыркит
- Хауиит
- Хаулеит
- Хауслеит
- Хашимит (минерал)
- Хвалетицеит
- Хеггит
- Хедлейит
- Хейвиит
- Хейдеит
- Хейдорнит
- Хейит
- Хейкокит
- Хейнричит
- Хейровскит
- Хейтманит
- Хеклаит
- Хеллимондит
- Хеллиэрит
- Хельмутвинклерит
- Хемусит
- Хендерсонит
- Хендриксит
- Хенеуит
- Хенмилит Ca2Cu(OH)4[B(OH)4]2
- Хенномартинит
- Хенриит
- Хенримейерит
- Хентшелит
- Херлбатит
- Хефтетьернит
- Хехтсбергит
- Хёгтуваит
- Хиастолит см. Андалузит
- Хиббингит
- Хибинскит
- Хибонит
- Хидзэнит
- Хиернеит
- Хизлевудит
- Хилгардит
- Хиллесхаймит
- Хиллит
- Хинганит
- Хиолит
- Хиттшеит
- Хладниит
- Хлоантит (Co, Ni)As2 (преобладает Ni) см. Скуттерудит
- Хлоралюминит
- Хлорапатит см. Апатит (преобладает Cl)
- Хлораргирит AgCl
- Хлорартинит
- Хлорбартонит
- Хлоритоид
- Хлориты
- Хлоркалийгастингсит
- Хлоркуйгенит
- Хлормагалюмит
- Хлормайенит
- Хлорманганокалит
- Хлорокалийпаргасит
- Хлорокалийферроэденит
- Хлорокальцит
- Хлороксифит
- Хлоромагнезит
- Хлороменит
- Хлоропал
- Хлоротионит
- Хлорофеницит
- Хмаралит
- Хоганит
- Ходрушит
- Холдауэйит
- Холденит
- Холениусит
- Холлингуортит
- Холмквистит
- Холтедалит
- Холтит
- Холфертит
- Хольтштамит
- Хольцтамите
- Хомяковит
- Хонгшиит
- Хондродит
- Хонессит
- Хорватит
- Хороманит
- Хоторнеит
- Хотсонит
- Хоукит
- Хохманнит
- Хошелагаит
- Хризоберилл (BeAl2)O4
- Хризоколла CuSiO3 . 2H2O
- Хризолит см. Оливин
- Хризопал SiO2·nH2O
- Хризопраз см. Халцедон
- Хризотил-асбест Mg3(Si2O5)(OH)4
- Хрисстанлейит
- Христовит
- Хром
- Хром-диопсид
- Хроматит
- Хромбисмит
- Хромдравит
- Хромит (Cr2IIIFeII)O4 {Al, FeIII, Mg}
- Хромомфацит
- Хромселадонит
- Хромферрид
- Хромфиллит
- Хромшпинелиды
- Хуангит
- Хуангодойит
- Хуанитаит
- Хуанхэит
- Хубэйит
- Худобаит
- Хумберстонит
- Хундхольменит
- Хунчжаоит
- Хунчунит
- Хьюмалит
- Хьюэттит
- Хюгелит

## Ц
- Царегородцевит
- Цвизелит
- Цебаит
- Цеболлит
- Цезаролит
- Цезплюмтантит
- Цезстибтантит
- Цейнерит
- Цектцерит
- Целестин SrSO4
- Целестит см. Целестин (минерал)
- Целлерит
- Цельзиан
- Цеолиты
- Цеофиллит
- Цепинит
- Цервандонит
- Цервеллеит
- Церианит
- Церий самородный
- Цериопирохлор
- Церит
- Церулеит
- Церулеолактит
- Церуссит PbCO3
- Цетинеит
- Цзиньшацзянит
- Цзисянит
- Цзифенгит
- Цианотрихит
- Цианофиллит
- Цианохроит
- Цизит
- Цилиндрит
- Цимофан см. Хризоберилл
- Цинк самородный
- Цинк-циппеит
- Цинкалстибит
- Цинкалюминит
- Цинкгартреллит
- Цинкенит
- Цинкит ZnO
- Цинккопперит
- Цинклипскомбит
- Цинкмелантерит
- Цинкоботриоген
- Цинковольтаит
- Цинковая обманка см. Сфалерит
- Цинковудвардит
- Цинкозит
- Цинкокопиапит
- Цинколибетенит
- Цинколивенит
- Цинконигерит
- Цинкоспироффит
- Цинкоставролит
- Цинкохромит
- Цинкохёгбомит
- Цинкрозазит
- Цинкрозелит
- Цинксилит
- Циннвальдит K(Li,Fe,Al)3(OH,F)2[AlSi3O10]
- Циппеит
- Циприн
- Цириловит
- Циркелит
- Цирклерит
- Циркон ZrSiO4 {Al, Ca, Fe, Hf, Ln, Nb, Sc, Ta, Th, U}
- Цирконолит
- Циркосульфат
- Циркофиллит
- Цирролит
- Цирсилит
- Цирсиналит
- Циртолит см. Циркон {Th, U}
- Цитрин см. Кварц (желт.)
- Цнигриит
- Цнукалит
- Цоизит Ca2Al3О(OH)[SiO4] [Si2O7]
- Цугаруит
- Цуктамрурит
- Цумгаллит
- Цумебит
- Цумкорит
- Цумоит
- Цюйсунит

## Ч
- Чадвикит
- Чаллаколлоит
- Чанабайаит
- Чангбаит
- Чангоит
- Чанталит
- Чанченит
- Чаоит
- Чапманит
- Чарлезит
- Чармарит
- Чароит Ca5Na4K2[Si12O30](OH,F)4
- Чаткалит
- Чвилеваит
- Чевкинит
- Чегемит
- Чезанит
- Чейесит
- Чейкаит
- Челкарит
- Чемберсит
- Ченгуодаит
- Чендеит
- Ченит
- Ченсяньит
- Чералит
- Черемныхит
- Черепановит
- Чермакит
- Чермигит
- Черниит
- Черниковит
- Черничит
- Черновит
- Черныхит
- Чесноковит
- Честерит
- Честерманит
- Чехит
- Чеховичит
- Чёрчит
- Чжанпейшанит
- Чжанхенит
- Чивруайит
- Чилдренит
- Чиллагит
- Чилуит
- Чирвинскит
- Чистяковаит
- Чкаловит
- Чолоалит
- Чортнерит
- Чубаровит
- Чукановит
- Чурсинит
- Чухровит

## Ш
- Шабазит см. Цеолиты
- Шабаит
- Шабурнеит
- Шабынит
- Шадлунит
- Шайдамуит
- Шайрерит
- Шаллерит
- Шамозит
- Шамонит
- Шаннонит
- Шапбахит
- Шарпит
- Шаттукит
- Шафарцикит
- Шафрановскит
- Шахнерит
- Шаховит
- Шварцембергит
- Швенекит
- Швертманнит
- Шегренит
- Шеелит CaWO4 {Ba, Mo, Sr}
- Шейхцерит
- Шелдрикит
- Шеневиксит
- Шерветит
- Шервудит
- Шерл см. Турмалины
- Шертелит
- Шесексит
- Шёнит K2Mg(SO4)2 . 6H2O
- Шёнфлисит
- Шёферит
- Шибковит
- Шигаит
- Шизолит
- Шиловит
- Шиманскиит
- Ширмерит
- Широкшинит
- Широцулит
- Шиффелинит
- Шкатулкаит
- Шлегелит
- Шлемаит
- Шлоссмахерит
- Шлыковит
- Шмайдерит
- Шмиттерит
- Шнайдерхенит
- Шнеебергит
- Шодерит
- Шоллхорнит
- Шольцит
- Шомиокит
- Шопенит
- Шорломит
- Шортит
- Шоуртеит
- Шпинели
- Шпинель благородная* (MgAl2)O4
- Шрайнит
- Шрейберзит
- Шрейерит
- Шрекингерит
- Шриланкит
- Штейгерит
- Штепит
- Штернбергит (Fe2Ag2)S3[5]
- Штиллеит
- Штольцит PbWO4 (тетр.)
- Штренгит
- Штретлингит
- Штромейерит
- Штрунцит
- Штумпфлит
- Штютцит
- Шуанфенит
- Шубнелит
- Шубниковит
- Шуилингит
- Шуйскит
- Шуламитит
- Шуленбергит
- Шультенит
- Шумахерит
- Шутеит
- Шэндит
- Шюллерит

## Щ
- Щербаковит
- Щербинаит
- Щуровскиит

## Э
- Эвальдит
- Эвансит
- Эвдиалит Na6FeIIIZr(Si6O18)(Cl, OH) {Ca, Hf, Mn, Ln}
- Эвдидимит
- Эвеит
- Эвенкит
- Эвеслогит
- Эвкайрит
- Эвклаз BeAl(SiO4)(OH)
- Эвкриптит (LiAl)SiO4
- Эвксенит Y(Nb, Ta)2O6(OH) {Ca, Ln, Pb, Sc, Ti, U}
- Эвлитин
- Эврикадампит
- Эвхлорин
- Эвхроит
- Эгглетонит
- Эгирин NaFe3+(Si2O6)
- Эгиринавгит
- Эглестонит
- Эдвардсит
- Эдгарбейлиит
- Эдгарит
- Эдгрюит
- Эденит
- Эденхартерит
- Эдингтонит см. Цеолиты
- Эдойлерит
- Эзкуррит
- Эйлеттерсит
- Эйрикит
- Эйселит
- Эйтелит
- Эйфелит
- Экандрюсит
- Эканит (Th, U) (Ca, F, Pb)2Si8O20
- Экатит
- Экдемит
- Экерит
- Экерманнит
- Экларит
- Экплексит
- Экхардит
- Элатолит
- Электрум (Au, Ag)
- Элеонорит
- Элеолит см. Нефелин
- Элиит
- Элленбергерит
- Эллестадит
- Эллингсенит
- Эллисит
- Эльбаит
- Эльбрусит
- Эльдфеллит
- Эльпасолит
- Эльпидит
- Эльсмореит
- Эльтюбюит
- Эмболит Ag(Br, Cl)
- Эмбрейит
- Эмелеусит
- Эмилит
- Эмлоит
- Эммерихит
- Эммонсит
- Эмплектит
- Эмпрессит
- Энаргит Cu3IAsVS4
- Эндиробертсит
- Энигматит
- Энстатит MgSiO3
- Эолосит
- Эосфорит
- Эпидидимит (минерал)
- Эпидот Ca2Al2FeIII(SiO4)3OH
- Эпистильбит
- Эпистолит
- Эпсомит MgSO4 . 7H2O
- Эрдит
- Эрикаит
- Эрикапёлит
- Эрикит
- Эриклаксманит
- Эрикссонит
- Эрингаит
- Эринит
- Эрионит см. Цеолиты
- Эриохальцит
- Эристеренит
- Эритрин Co3(AsO4)2 . 8H2O
- Эритросидерит
- Эркитит
- Эрландит
- Эрлеит
- Эрликманит
- Эрлшаннонит
- Эрлянит
- Эрниглиит
- Эрниеникелит
- Эрнстит
- Эртицзиит
- Эскеборнит
- Эскимоит
- Эсколаит
- Эсперансаит
- Эсперит
- Эспессандит см. Спессартин
- Эссенеит
- Эттрингит
- Эугстерит
- Эфесит
- Эффенбергерит
- Эцтлит

## Ю
- Юаньджиангит
- Юаньфулиит
- Югаваралит
- Юконит
- Юкспорит
- Юнгит
- Юрмаринит
- Юсуповит
- Ютаит
- Ютенбогардтит
- Юшкинит

## Я
- Явапайит
- Ягиит
- Ягоит
- Ягуеит
- Ядарит LiNaSiB3O7(OH)
- Язганит
- Якобсит
- Яковенчукит
- Ялимит
- Ялпаит
- Янгунит
- Янковицит
- Яномамит
- Янтарь
- Янхаугит
- Ярандолит
- Ярлит
- Ярлонгит
- Ярозевичит
- Ярозит KFe(III)3(SO4)2(OH)6
- Ярославит
- Ярошевскит
- Ярровит
- Яскульскиит
- Яфсоанит
- Яхимовит
- Яхонт уст.
- Яхонтовит